# Mariage
Pour les articles homonymes, voir Mariage (homonymie).

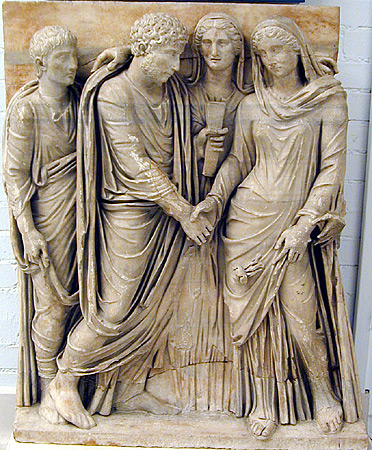
Sculpture représentant un couple marié dans la Rome antique.

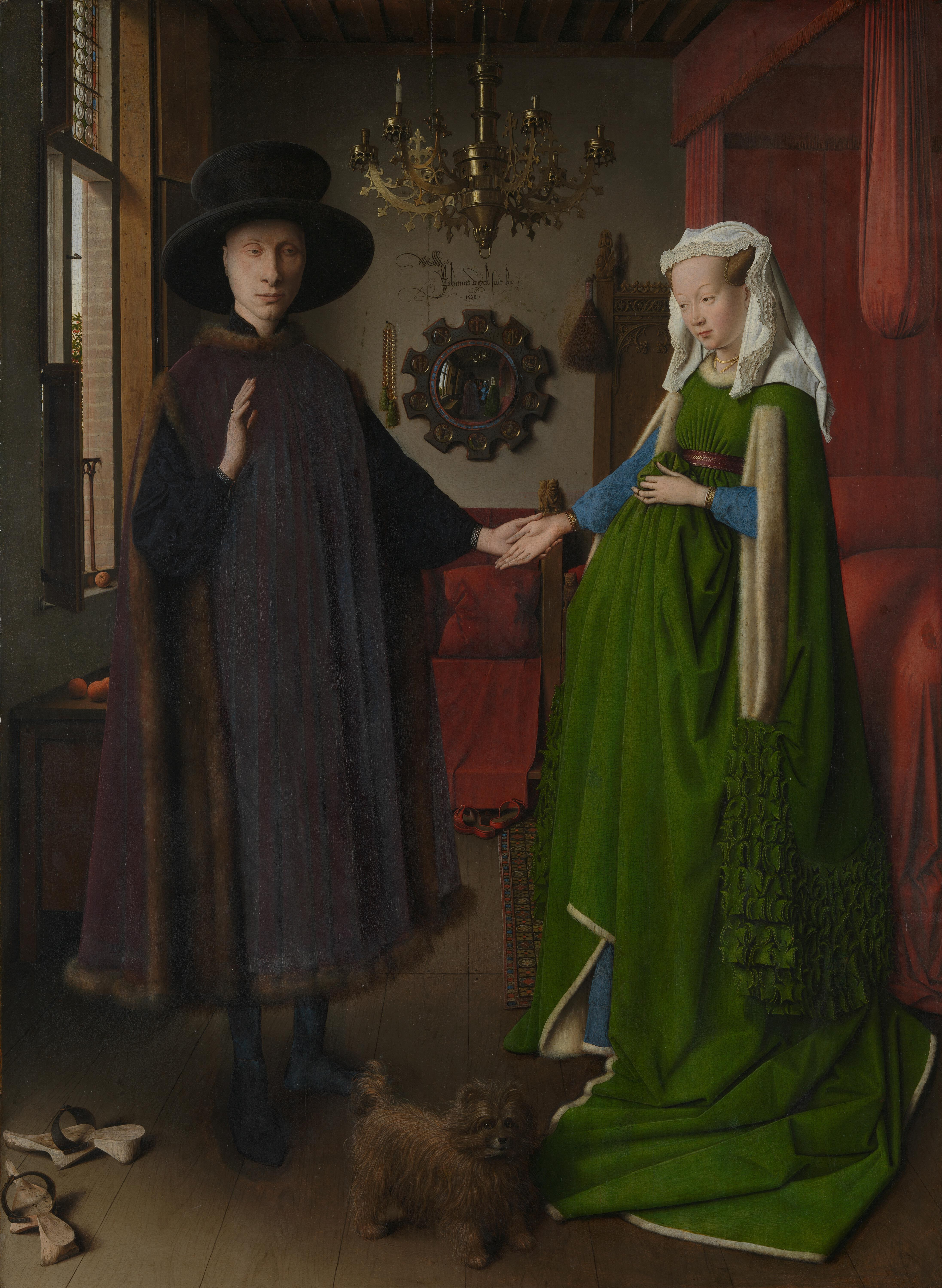
Les Époux Arnolfini de Jan van Eyck.

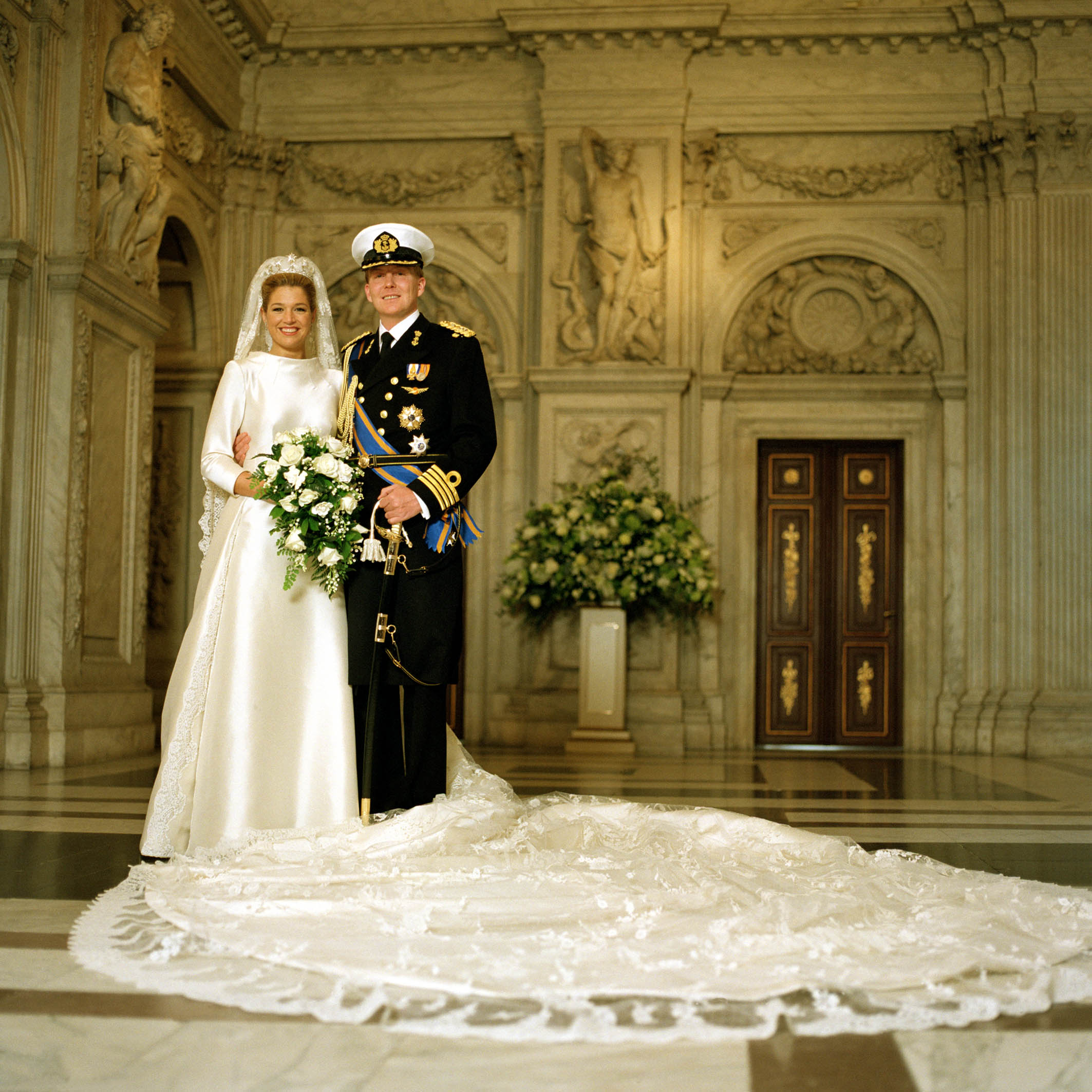
Mariage de Willem-Alexander et Máxima, 2002.

Le mariage est une union conjugale contractuelle et/ou rituelle, à durée illimitée, déterminée ou indéterminée, reconnue et encadrée par une institution juridique ou religieuse qui en détermine les modalités. Le terme désigne à la fois la cérémonie rituelle, l'union qui en est issue et l'institution en définissant les règles. C'est l'un des cadres établissant les structures familiales d'une société.
Les formes varient d'une société à une autre, et parfois au sein de la même société. Les mariages diffèrent dans les conséquences matérielles de l'engagement matrimonial (droits et obligations des époux, modalités de rupture, solidarités de dettes…), par les conditions à remplir par les époux pour être mariables (possibilité ou non de mariage homosexuel, de mariage mixte, de remariage, de mariage consanguin, de mariage non consenti) ou encore par ses conséquences juridiques (possibilité d'adoption, suspension de la personnalité juridique d'un des époux). Sur le plan culturel, il diffère par le déroulement d'un rite célébrant le mariage ou son absence, par la symbolique associée à son engagement (religieuse ou civile, mariage d'amour, mariage arrangé ou mariage blanc…), par les implications sociales de l'union (alliances entre familles) ou au contraire par son caractère intimiste centré uniquement sur le couple (mode de l'élopement).
L'importance du mariage diffère également selon les sociétés, notamment en fonction de la présence ou non d'autres formes de conjugalité (union libre, concubinage, union civile), des formes de celles-ci et du degré d'acceptation de ces modes de vie plus informels par la société.

## Présentation générale

### Origine étymologique et notionnelle
En français, le nom « mariage » provient du verbe latin maritare, issu de maritus, qui dérive, d’après une explication traditionnelle,, de mas / maris, le mâle. L’adjectif qui lui correspond, « matrimonial », provient du substantif latin matrimonium, issu de mater, la mère, et signifiant également mariage. L'usage du mot latin matrimonium dans les textes juridiques et théologiques a largement contribué en Europe à l’élaboration de la notion. Il n'a pas laissé de substantif en français moderne, mais reste néanmoins présent en italien, en espagnol et en portugais, sous la forme de matrimonio et en anglais sous la forme de matrimony. Dans les pays latins, le cadre lexical du mariage renvoie donc à une forme juridique par laquelle la femme se prépare à devenir mère par sa rencontre avec un homme.

### Définitions

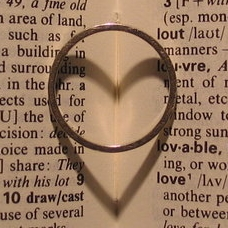
Photographie d'une alliance. L'ombre forme un cœur, symbole de l'amour.

Le mariage est défini usuellement comme étant l'union légitime d'un homme et d'une femme et, plus récemment, comme « une union légitime entre deux personnes qui souhaitent créer une famille et vivre ensemble ». Le mariage s'entend également comme « l'acte par lequel le couple se place dans une situation juridique durable afin d'organiser la vie commune et de préparer la création d'une famille ». Le mariage est ainsi un acte officiel et solennel qui institue entre deux époux une communauté socialement reconnue appelée « famille » (ou foyer, feu, ménage) dont le but est de constituer un cadre de vie stable, commun aux parents et aux enfants pour leur éducation. Cette communauté inclut souvent celle du patrimoine familial. Dans les sociétés traditionnelles, le mariage est l'alliance politique de deux familles ou de deux clans.
Les systèmes juridiques positifs consacrent son existence et l'encadrent, sans nécessairement en donner une définition explicite. Il en est ainsi, par exemple, du droit français qui ne contient que ses conditions et ses effets et sa fin (annulation, mort ou divorce).
Le mariage est une institution qui a pris de multiples formes selon les peuples et au cours de l'histoire. Visant universellement à sanctionner un cadre voué au développement de la famille, le mariage donne un statut particulier aux époux : il émancipe la personne, qui devient majeure, et lui donne des obligations envers son conjoint, sa future progéniture et la famille de son conjoint. L'établissement d'un mariage donne toujours lieu à une cérémonie publique, et souvent à une fête, l'ensemble étant appelé « noces ». Le mariage a ainsi un caractère juridique mais aussi rituel (profane ou religieux). Dans les pays où les institutions politiques sont séparées des institutions religieuses, on distingue le mariage civil du mariage religieux (lequel requiert généralement un mariage civil au préalable).
Lorsque les époux ne peuvent contracter un nouveau mariage tant que le premier est valide, on parle alors de système monogame. Parfois, plusieurs mariages peuvent être contractés simultanément avec plusieurs personnes en même temps ; le système est alors dit polygame. Le mariage polygame peut lier un homme avec plusieurs femmes ; c'est la polygynie. La polyandrie désigne le mariage d'une femme avec plusieurs hommes, un type d'union polygame. Depuis 2012, deux cas de mariage à trois ont été rapportés, au Brésil et en Colombie. Ils ont été dans les deux cas contractés devant notaire, et sont sujets à controverse[réf. nécessaire].
Le mariage a été décrit par l'anthropologue Claude Lévi-Strauss comme le socle pratiquement universel de la famille : « La famille, fondée sur l'union plus ou moins durable, mais socialement approuvée, de deux individus de sexes différents qui fondent un ménage, procréent et élèvent des enfants, apparaît comme un phénomène pratiquement universel, présent dans tous les types de société ». Les époux « sont des individus de sexes différents et […] la relation entre les sexes n'est jamais symétrique ». Mais Claude Lévi-Strauss lui-même cite des cas très particuliers, dans des sociétés à maison, de mariages entre femmes chez certains peuples du Sahel, ou entre hommes chez les Kwakiutl d'Amérique du Nord ; et depuis 2001, dans un nombre croissant de pays occidentaux et occidentalisés, sous sa forme civile et/ou sous sa forme religieuse, cette définition s'applique sans distinction à l'union entre deux personnes, quel que soit leur sexe.

#### Portée

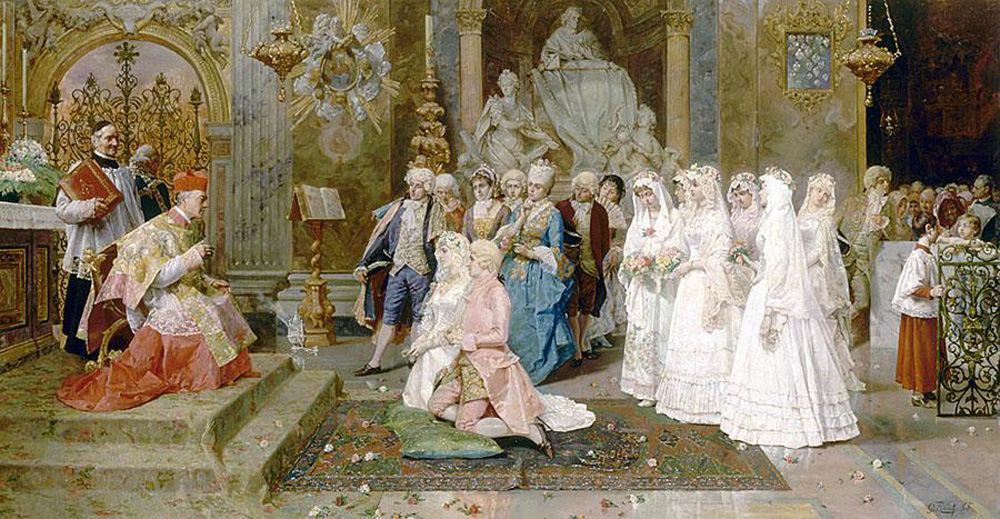
Mariage au XVIIIe siècle (Giulio Rosati).

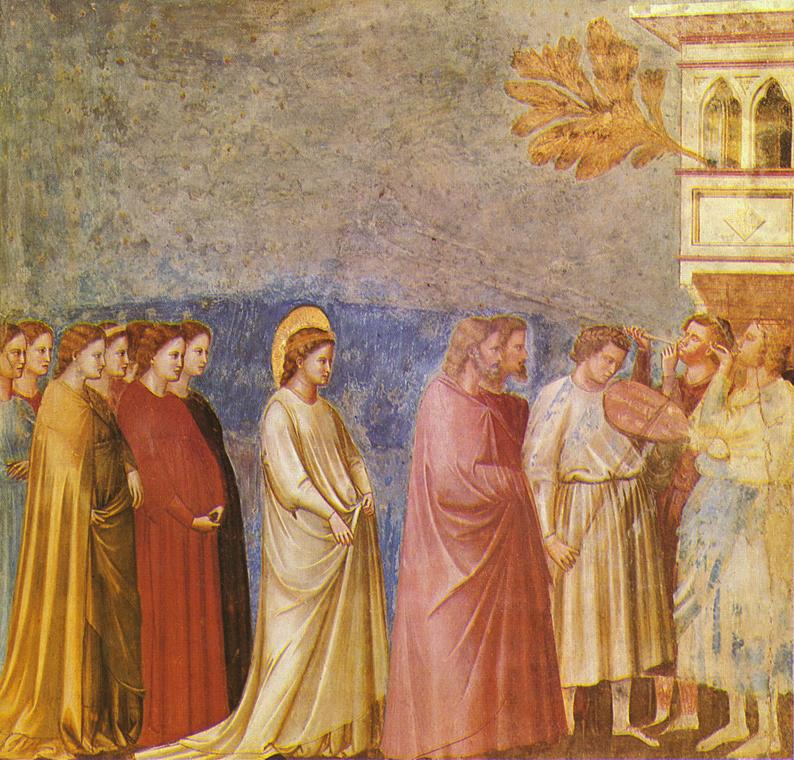
Giotto di Bondone, La Procession de mariage de la Vierge.

Le mariage est à la fois un acte actuel qui concerne les parties présentes, et un acte futur qui engage l'existence et le statut des personnes dans l'avenir. C'est à la fois un acte individuel et un acte collectif qui concerne l'ensemble de la société. Il a une portée mixte, à la fois contractuelle et institutionnelle. Cet engagement peut être une convention civile lorsqu'elle est enregistrée par un officier d'état civil par délégation de l'État ou prendre une dimension sacrée lorsqu'elle est célébrée en un lieu et selon des formes religieuses.
Le mariage est généralement un engagement sans limite de durée, avec une possibilité de rupture, soit par la séparation de corps, soit par le divorce. Ce dernier n'est pas admis par certaines religions, comme le catholicisme qui admet seulement la reconnaissance de nullité du mariage, à raison, notamment, du consentement imparfait des époux, ou une dispense (autorisation de remariage religieux) s'il n'a pas été consommé.
Le mariage implique en principe une communauté de vie, c'est-à-dire de vivre ensemble et d'avoir des relations sexuelles (devoir conjugal)[réf. nécessaire]. Leur impossibilité ou leur refus peut être, selon les pays et les époques, une cause de nullité ou de divorce.
En tant qu'il scelle une union durable, le mariage peut être mis au service de fins politiques (notamment établir des alliances entre lignées ou tribus ou sceller la paix entre deux royaumes) ou économiques (transférer des biens, obtenir un capital, une dot, etc.).
Le mariage accomplit des fonctions sociales et politiques. Claude Lévi-Strauss avait montré dans Les Structures élémentaires de la Parenté que le mariage est l'institution qui permet l'échange des femmes entre deux groupes consanguins, c'est-à-dire issus d'un même ancêtre, afin d'entretenir par l'alliance l'effacement progressif des liens de parenté qui finirait par en faire des groupes étrangers, puis des peuples ennemis. Dans cette optique, l'interdit de l'inceste n'est pas tant l'interdiction de coucher avec sa sœur ou sa fille, que l'obligation de les offrir à une autre famille ou à un autre clan. On comprend bien ce processus d'extension des solidarités avec le cas bien connu des rois qui devaient épouser des princesses étrangères afin d'initier ou d'entretenir l'amitié entre leur peuple et les autres peuples. La conclusion d'une paix avec des peuples ou des familles ennemis était toujours assortie d'une alliance matrimoniale, comme celui de Rollon, le chef des Nordmans, avec une fille de Charles le Simple, ou de Clovis avec la fille du roi des Burgondes, alliance dont le préalable était une conversion religieuse.
L'anthropologue et philosophe René Girard, estime que la règle unique des prescriptions matrimoniales est le renoncement par les familles nucléaires de leurs filles. Le but de ce commerce est la pacification par la suppression d'une cause de rivalité.
La philosophe Hannah Arendt écrivait en 1959, à propos des mariages interraciaux : « le droit d'épouser qui l'on veut est un droit de l'homme élémentaire […] Même les droits politiques […] sont secondaires face aux droits humains inaliénables à la vie, à la liberté et à la poursuite du bonheur ».

#### Types d'unions
- Pays autorisant la polygynie en 2015.

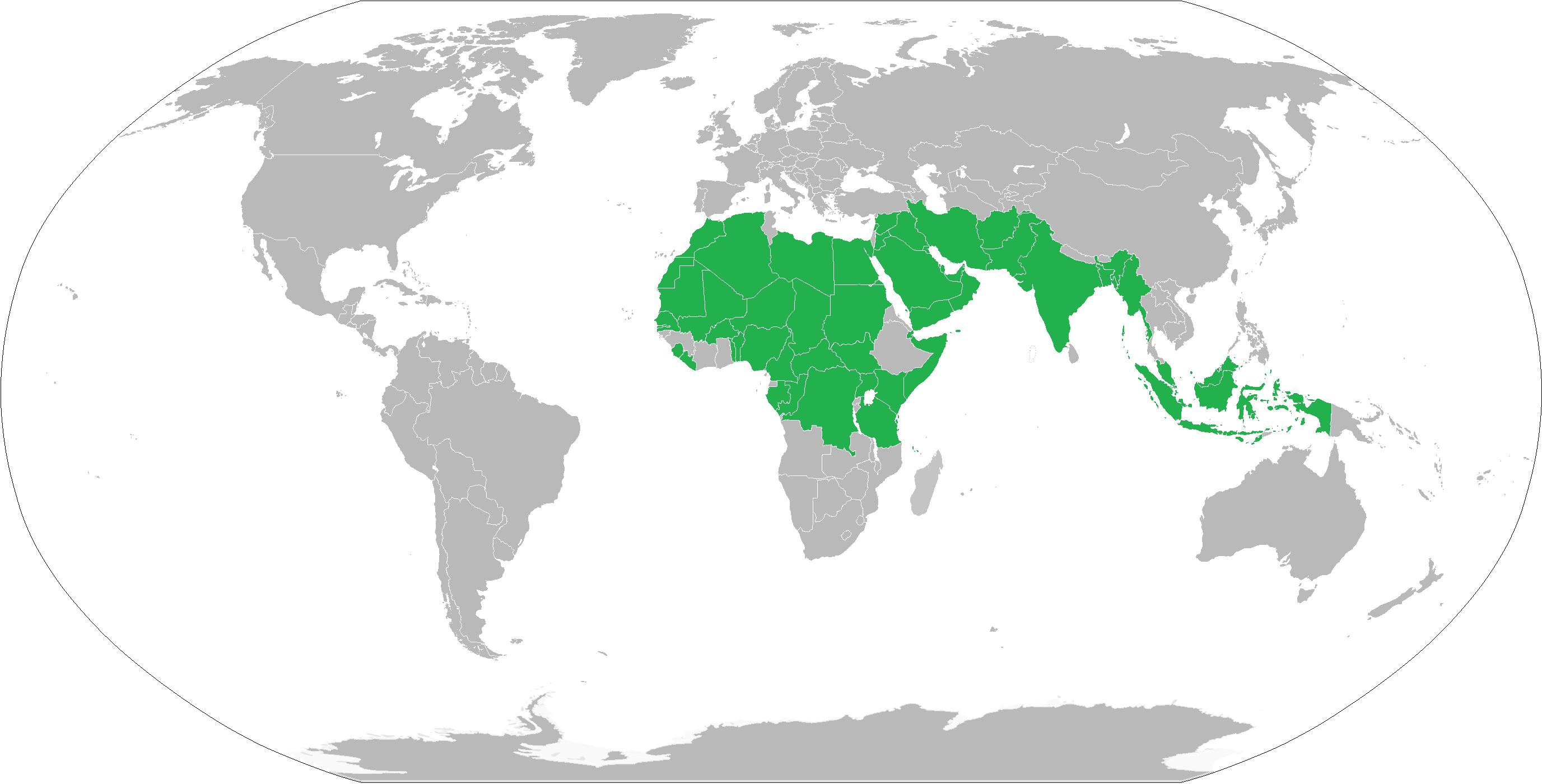
Pays autorisant la polygynie en 2015.

Les unions existent sous de très nombreuses formes dans le monde. Les théoriciens des systèmes de parenté, comme les usagers de la langue courante ont donc recours à des termes précis pour nommer les caractéristiques de chacun d'entre eux. On distingue donc les notions suivantes, qui ne sont pas toutes exclusives entre elles :
- la monogamie : si les époux ne peuvent contracter un nouveau mariage tant que le premier est valide, alors le type d'union est dit monogame. Ce type d'union est présent notamment dans les pays de culture judéo-chrétienne ;
- la polygamie : elle permet à une personne d'être engagée dans plusieurs mariages en même temps ;
  - la bigamie : c'est le cas d'une personne ayant deux conjoints,
  - la polygynie : dans un certain nombre de pays, notamment africains et arabes de culture musulmane, les mennonites en Amérique du Nord et centrale, mais aussi chez les mormons au XIXe siècle et aujourd'hui, (voir mariage plural), le mariage peut lier un homme avec plusieurs femmes. Elle traite socialement la question d'une éventuelle surmortalité masculine,
  - la polyandrie : la polyandrie désigne le mariage d'une femme avec plusieurs hommes ; ce type d'union est pratiqué dans certaines régions d'Asie.

Dans les sociétés occidentales de type familial, ainsi que dans d'autres pays du monde, la monogamie prédomine, contrairement aux sociétés plus anciennes de type tribal, où la polygamie (ou la polyandrie) a tendance à l'emporter, ou plus récente lorsqu'il s'agit de l'islam. Dans tous les cas, l'autorité supérieure, État ou Église, officialise et reconnaît publiquement le mariage. C'est cette autorité qui fixe les droits et obligations nés du mariage ainsi que les règles de sa rupture éventuelle.

### Ouverture du mariage aux couples de personnes de même sexe
- Mariage homosexuel reconnu
- Mariage homosexuel légalisé par le gouvernement ou la cour constitutionnelle, mais pas encore en vigueur
- Reconnaissance complète du mariage conclu à l’étranger
- Autre type d’engagement reconnu (union civile, etc.)
- Reconnaissance limitée (concubinage, etc.)
- Reconnaissance limitée du mariage conclu à l’étranger (droit de séjour)
- Soumis à une décision internationale reconnaissant le mariage
- Aucune reconnaissance pour les couples homosexuels

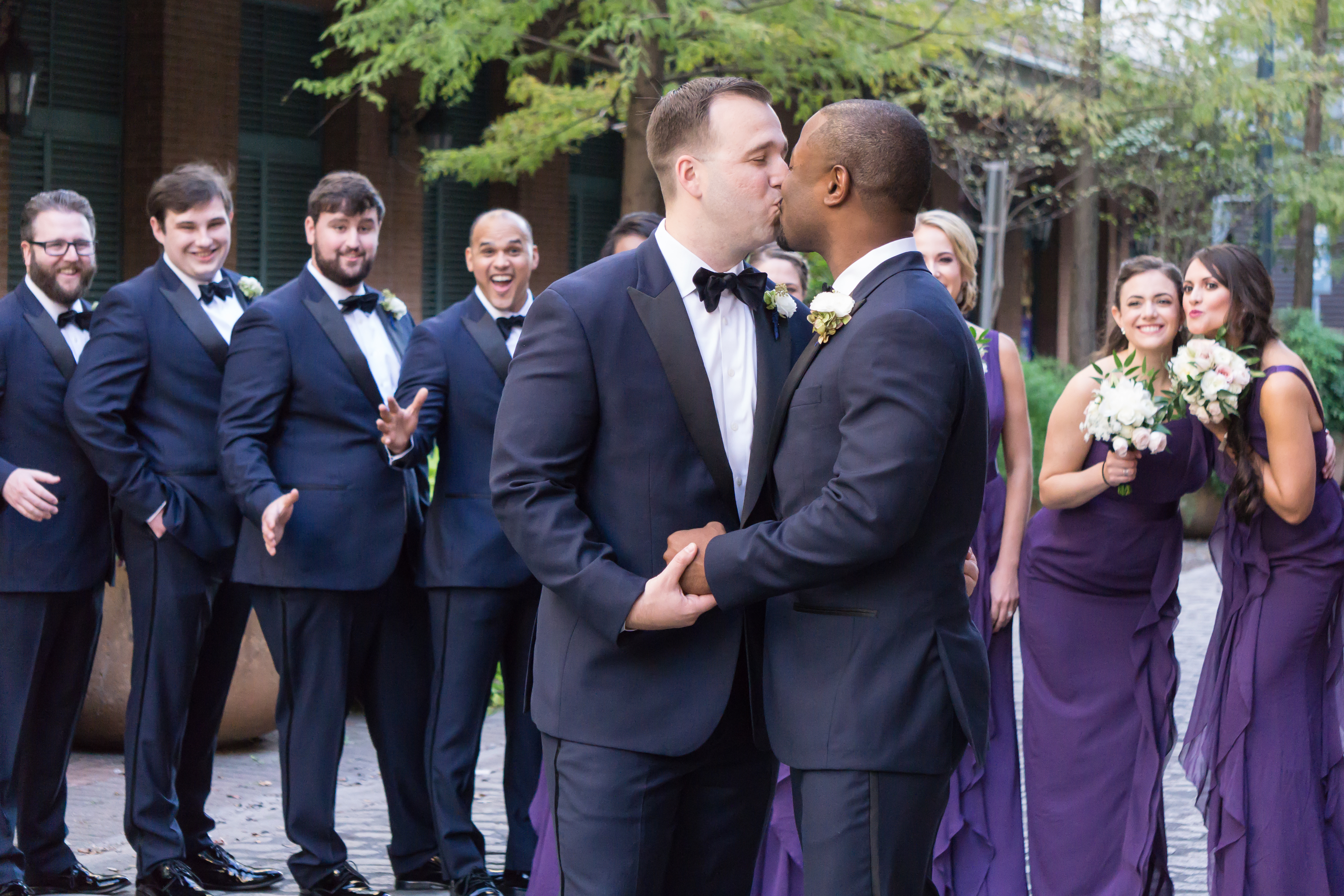
Mariage gay à la Nouvelle-Orléans en 2017.

Depuis 2001, vingt-sept États ont progressivement ouvert le mariage civil aux couples de personnes de même sexe, dont seize sont situés en Europe (Pays-Bas, Belgique, Espagne, Islande, Norvège, Portugal, Suède, Danemark, France, Irlande, Allemagne, Luxembourg, Autriche, Finlande, Malte et Royaume-Uni), sept en Amérique (États-Unis, Canada, Argentine, Colombie, Uruguay, Brésil et Équateur), un en Afrique (Afrique du Sud), un en Asie (Taïwan) et deux en Océanie (Nouvelle-Zélande et Australie).
Exemples :
- en France, la loi no 2013-404 du 17 mai 2013 a ouvert le mariage aux couples de personnes de même sexe[20],[21] ;
- en Irlande, le référendum du 22 mai 2015 a approuvé l'ouverture des mariages civils et religieux aux couples de personnes de même sexe.

Certains États ont ouvert le mariage aux couples de personnes de même sexe sur une partie de leur territoire uniquement : la ville de Mexico et la majorité des États au Mexique. Au Royaume-Uni, certains territoires d’outre-mer n’ont pas encore légalisé le mariage gay (notamment Montserrat et Anguilla). De même que pour les Samoa américaines aux États-Unis, Aruba, Curaçao et Saint Martin aux Pays-Bas, et Niue, Tokelau et les Îles Cook en Nouvelle-Zélande.
Exemple :
- au Royaume-Uni, la loi autorisant les couples de personnes de même sexe à se marier reçoit la sanction royale le 17 juillet 2013, autorisant les couples de personnes de même sexe à se marier à partir du 29 mars 2014 en Angleterre et au pays de Galles[22],[23],[24]. En Écosse, le mariage est ouvert aux couples de personnes de même sexe par la loi du 4 février 2014, et en Irlande du Nord le 13 janvier 2020.

De nombreux États ont instauré d'autres formes d'union civile (comme la eingetragene Partnerschaft en Allemagne par exemple), ou adopté des dispositions législatives visant à reconnaître le concubinage, tant pour les couples de personnes de sexes différents que ceux de même sexe.
En réaction aux mouvements précités, certains États des États-Unis ont inscrit le caractère sexuellement différencié du mariage dans leur Constitution, comme la Floride, l'Arizona et l'Arkansas. Cette question est débattue depuis plusieurs années en Californie, avec pour exemple les débats autour de la proposition 8. Cependant, la Cour suprême décide par l'arrêt Obergefell v. Hodges, en juin 2015, qu'interdire le mariage aux couples de même sexe est contraire à la constitution et que ces couples peuvent se marier dans l'ensemble du pays.
Plusieurs dictionnaires se rangent alors sur la définition d'un mariage qui ne comprend plus la notion liée à la différence d'orientation affective et sexuelle, ou de sexe, des époux. Dans son édition 2014, le Larousse définit le mariage comme « acte solennel par lequel deux personnes de sexe différent, ou de même sexe, établissent entre eux une union… ».

## Histoire

### Antiquité

#### Égypte
Dans l'Égypte antique, le mariage reflète la volonté de former un couple à l'image des divinités égyptiennes qui possèdent, presque toutes, leur parèdre.

#### Babylonie

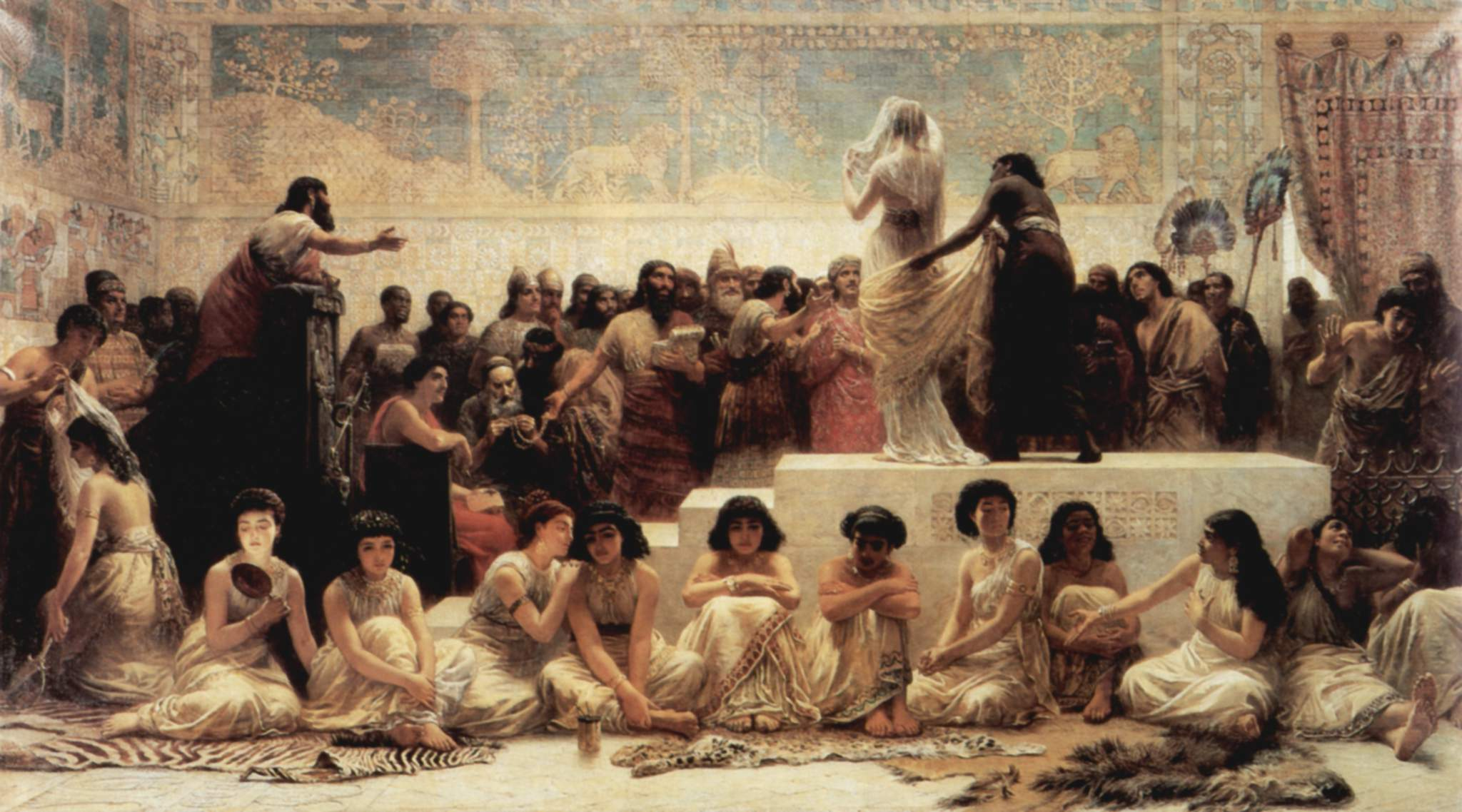
Edwin Long The Babylonian Marriage Market, 1875.

Un passage d’Hérodote décrit la manière de marier les femmes chez les Babyloniens :

« Dans chaque bourgade, ceux qui avaient des filles nubiles les amenaient tous les ans dans un endroit où s'assemblaient autour d'elles une grande quantité d'hommes. Un crieur public les faisait lever, et les vendait toutes l'une après l'autre. Il commençait par la plus belle, et, après en avoir trouvé une somme considérable, il criait celles qui en approchaient davantage ; mais il ne les vendait qu'à condition que les acheteurs les épousent. Tous les riches Babyloniens qui étaient en âge nubile, enchérissant les uns sur les autres, achetaient les plus belles. Quant aux jeunes gens du peuple, comme ils avaient moins besoin d'épouser de belles personnes que d'avoir une femme qui leur apportât une dot, ils prenaient les plus laides, avec l'argent qu'on leur donnait. En effet, le crieur n'avait pas plutôt fini la vente des belles, qu'il faisait lever la plus laide, ou celle qui était estropiée, s'il s'en trouvait, la criait au plus bas prix, demandant qui voulait l'épouser à cette condition, et l'adjugeait à celui qui en faisait la promesse. Ainsi, l'argent qui provenait de la vente des belles servait à marier les laides et les estropiées. Il n'était point permis à un père de choisir un époux à sa fille, et celui qui avait acheté une fille ne pouvait l'emmener chez lui qu'il n'eût donné caution de l'épouser. Lorsqu'il avait trouvé des répondants, il la conduisait à sa maison. Si l'on ne pouvait s'accorder, la loi portait qu'on rendrait l'argent. Il était aussi permis indistinctement à tous ceux d'un autre bourg de venir à cette vente, et d'y acheter des filles. Cette loi, si sagement établie, ne subsiste plus ; ils ont depuis peu imaginé un autre moyen pour prévenir les mauvais traitements qu'on pourrait faire à leurs filles, et pour empêcher qu'on ne les menât dans une autre ville. Depuis que Babylone a été prise, et que, maltraités par leurs ennemis, les Babyloniens ont perdu leurs biens, il n'y a personne parmi le peuple qui, se voyant dans l'indigence, ne prostitue ses filles pour de l'argent. »

Cet extrait est documenté par le peintre orientaliste Edwin Long, The Babylonian Marriage Market en 1875.

#### Judaïsme

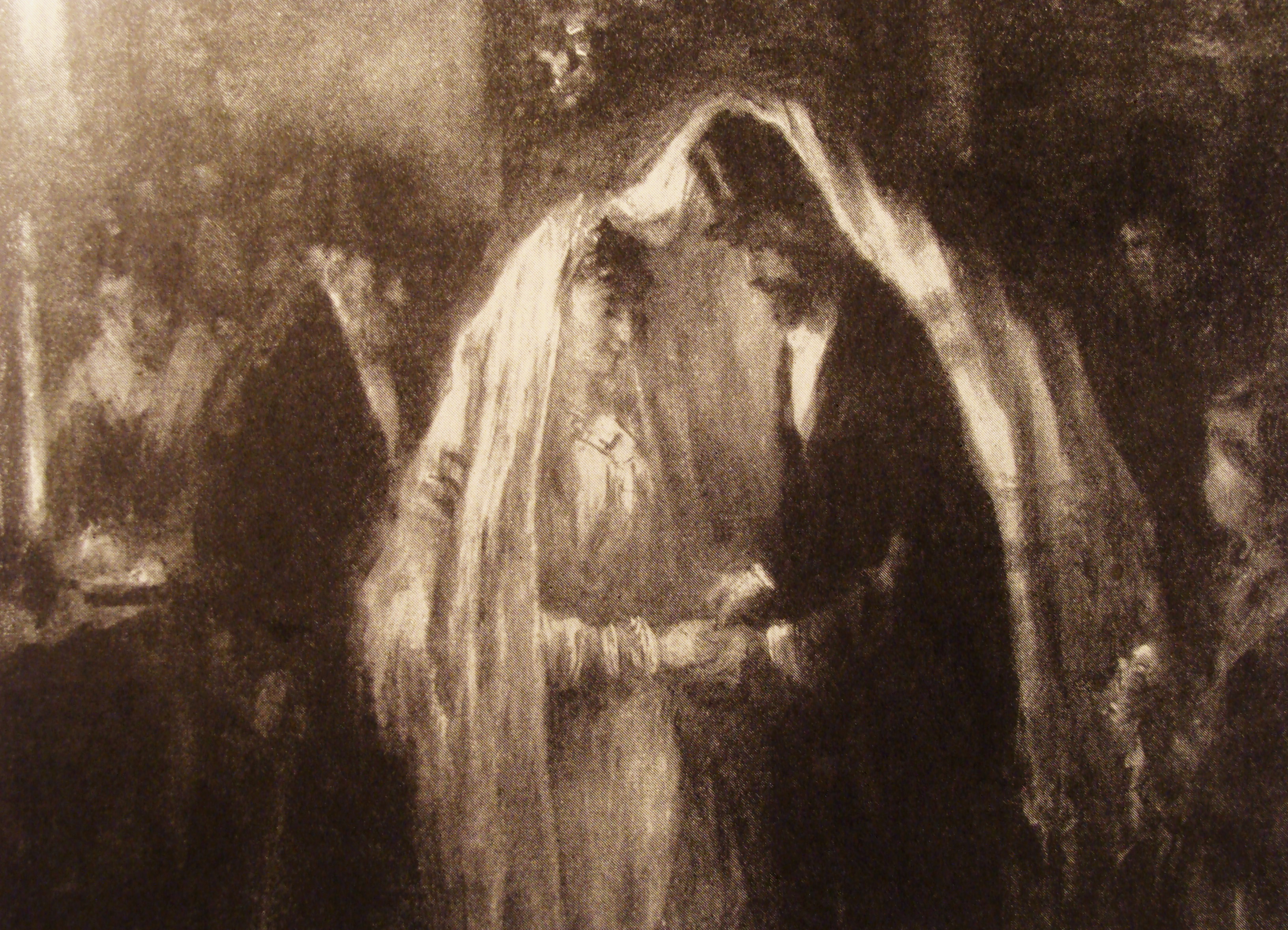
Peinture de Jozef Israëls (1824-1911) : le mariage juif (1903).

Dans le judaïsme antique, le mariage est précédé de fiançailles à la suite d'un contrat conclu par le prétendant ou sa famille avec le père de la jeune fille (si celle-ci a moins de douze ans et demi) qui marquait l’acquisition de celle-ci par son futur époux. À partir de sa majorité (12 ans et demi), la jeune fille dispose d'elle-même et perçoit la somme donnée par son futur époux (Traité de Kidouchin 42). Les fiançailles — ne pouvant être dénoncées que par un acte de divorce — sont suivies, après environ une année, du mariage, à la suite duquel la mariée entre sous la possession du mari. Le mari s'engage à la nourrir, la vêtir et honorer sa couche. Les jeunes gens se marient, les jeunes filles entre l'âge de douze ans et demi — correspondant alors à l'âge de la majorité — et quatorze ans, et entre dix-huit et vingt-quatre ans pour leur époux. Les droits de l'épouse sont limités et une discussion rabbinique du Talmud de Jérusalem explique que l’acquisition d'une épouse ne diffère pas fondamentalement de celui d'un esclave.
En cas du décès de l'époux sans que le couple ait de descendance mâle, sa femme et ses biens passent au frère de celui-ci ou, en cas de refus de ce dernier, de son plus proche parent mâle tandis que c'est le premier fils de cet homme qui devenait l'héritier du défunt. L’infidélité de la femme est punie de mort (de même que l'homme avec qui elle a eu ce rapport), par lapidation si elle est fiancée et par strangulation si elle est mariée. L'homme a la possibilité de répudier son épouse s'il lui reproche « quelque chose de choquant » - une notion interprétée plus ou moins largement selon les rabbins, mais qui correspond en droit à une faute. L'épouse n'a la possibilité de divorcer que si son mari lui fait subir un sort dégradant, est atteint de lèpre ou exerce un métier impur, ou encore s'il ne respecte pas les engagements mentionnés dans le contrat de mariage. Par ailleurs, elle peut être répudiée si elle n'a pas enfanté durant les dix années qui suivent son mariage. Enfin, la Loi juive autorise la polygamie, puisque l'homme ne doit pas obligatoirement répudier sa femme pour en prendre une autre, une disposition à laquelle le coût élevé d'un divorce n'est peut-être pas étranger. Néanmoins, la femme pouvait stipuler dans son contrat de mariage qu'une monogamie de la part du mari conditionne le mariage (Traité de Yebamot, 65.).

#### Antiquité gréco-romaine
Dans la Grèce antique, les hommes se distinguaient des dieux notamment par la nécessité de veiller à la survie de leur espèce, grâce à l'union des femmes et des hommes. Pour distinguer l'être humain des autres animaux, le mariage était donc un outil social qui légitimait les enfants qui en naissaient, et la transmission des héritages, voire du statut social. La femme grecque ne possède ni droit juridique, ni droit politique. Toute sa vie, elle doit rester sous l’autorité d'un κύριος / kúrios (« tuteur ») : d’abord son père, puis son époux, le premier lui choisissant un mari qu'elle ne voit pas avant le jour des noces, lequel intervient généralement entre 15 et 18 ans[réf. à confirmer].
Le mariage, appelé ἐγγύη / engúê (littéralement « le gage, la caution »), est un acte privé, un contrat conclu entre deux familles. En sus de sa propre personne, la jeune mariée apporte également sa dot dans la famille de son mari, généralement un homme plus âgé sorti de l'éphébie. Les cérémonies consistent essentiellement en un banquet.
Platon, dans Les Lois, fixe un âge de mariage de 16 à 20 ans pour les femmes et de 30 à 35 ans pour les hommes. Aristote préconise au moins 20 ans de différence d'âge entre l'époux et l'épouse et propose comme âge idéal 18 ans pour les femmes et 37 ans pour les hommes. Les deux philosophes s'accordent à dire que la procréation ne doit pas se prolonger au-delà d'un seuil ; ainsi, pour Platon, les rapports de procréation ne peuvent pas se dérouler après dix ans de mariage. Aristote prescrit que l'homme ne doit pas engendrer après 54 ans. Leurs idées étaient motivées par la régulation démographique et la peur de la surpopulation et de la sous-population de la cité. Le nombre de citoyens est fixé strictement à un produit ayant le plus grand nombre de facteurs premiers afin de mieux répartir les ressources, les tâches, les affaires de la cité, etc., ce qui engendre des contraintes plus strictes sur la natalité. Concernant spécifiquement les soldats et les magistrats (l'élite selon son point de vue), Platon a une approche eugénique et leur refuse le mariage, voire les relations sexuelles, et impose la procréation pour l’État : convaincu que les qualités d'un soldat ou d'un magistrat se transmettent par l'hérédité, Platon préconise qu'un nourrisson destiné à être magistrat ou soldat, donc de l'élite, soit issu des deux époux de même éducation physique, intellectuelle et militaire, tous les deux magistrats ou militaires, qui ne s'accouplent que pour cette fonction, puis enlevé à ses parents pour le profit de l’État.
Dans la Rome antique, les fiançailles (appelées sponsalia) et le mariage (appelé iustum matrimonium, « union matrimoniale ») faisaient l'objet de nombreux rites (notamment après le banquet, rite du pseudo-enlèvement de la jeune femme par les amis du mari — rappel de l'enlèvement des Sabines — qui la déposent devant la maison où le mari la prend dans ses bras pour lui éviter de trébucher sur le seuil ; rites liés au tabou du sang lié à la défloration). Les cérémonies les plus importantes avaient lieu au cours des fiançailles, le mariage en Rome antique était comme en Grèce un contrat privé (conventio) entre deux familles. C'est à Rome qu'un anneau de fer apparaît pour la première fois dans les rites de fiançailles (et non de mariage), vers les IIIe et IIe siècles. L'anneau est alors un signe de reconnaissance, que ce soit pour les affaires publiques ou privées. Chez les Romains, la mariée était recouverte du flammeum, voile de couleur rouge-orange (couleur symbole de fertilité). D'autres rites nuptiaux, comme la couronne de fleurs, prenaient place dans les coutumes romaines. Ces rites et superstitions scandalisaient les premiers chrétiens, ce qui n'a pas empêché que certains nous aient été transmis (l'alliance, le voile et la conjunctio dextrarum, joindre les mains droites). Le mariage se déroulait en quatre étapes principales : la petitio, équivalent d'une demande de mariage, la desponsatio, engagement réciproque des futurs époux et de leurs familles, la dotatio, la dot et la traditio puellae, remise de la jeune fille au marié pour la consommation du mariage. Le mariage prenait deux formes : le mariage cum conventione in manum (l'épouse passe sous l'autorité de la familia de son mari, la manus, la « main » du pater familias symbolisant cette autorité) et le mariage sine conventione (sans contrat, l'épouse reste sous l'autorité de son père, elle devient simplement uxor (en)). La femme restant propriétaire de sa dot, elle peut divorcer plus facilement.

#### Empire tardif et christianisme
Vers la fin de l'Antiquité, le christianisme commence à influencer l'institution du mariage. L'apôtre Paul proclame l'indissolubilité du mariage dans la Première épître aux Corinthiens (I Cor, VII, 10-11) mais cette union n'est vue que comme une possibilité (l'état idéal étant selon lui la chasteté). La littérature patristique ne s'intéresse pas aux thèmes du mariage et de la famille jusqu'à l’édit de Milan en 313 qui ouvre le chemin à la christianisation du monde romain et l'institutionnalisation de l'Église qui reprend les principes du droit romain (mariage civil justum matrimonium, monogamie, libre consentement des deux époux).
Avant les grandes invasions, les rapports entre Germains et Gallo-Romains sont tels que le Code théodosien (an 370) interdit les mariages mixtes. Aux IVe et Ve siècles, saint Augustin définit une conception du mariage qui influence toujours la vision de l'Église catholique. Le mariage était pour lui une question capitale, à tel point qu'il fut parfois surnommé le « docteur du mariage chrétien ». Augustin résume en trois biens la réflexion des premiers Pères de l'Église sur le mariage : le proles (la descendance, ou génération), le fides (la fidélité conjugale, ou assistance mutuelle), et le sacramentum (le sacrement). Le sacramentum traduit en fait le grec mystêrion (mystère), et est emprunté à saint Paul (Ep 5, 32), qui qualifie ainsi le mariage du Christ et de l'Église, concrétisé par le mariage chrétien.
Le processus d'officialisation de l'Église nécessite l'accumulation de fonds pour construire les lieux de culte et mettre en place une organisation ecclésiale domiciliée, aussi l'Église encourage-t-elle les héritages en sa faveur. Elle condamne à cette époque l'adoption, le concubinage et le remariage des veuves (lévirat compris) qui dispersent les successions et l'auraient privé de ces héritages.

### Moyen Âge

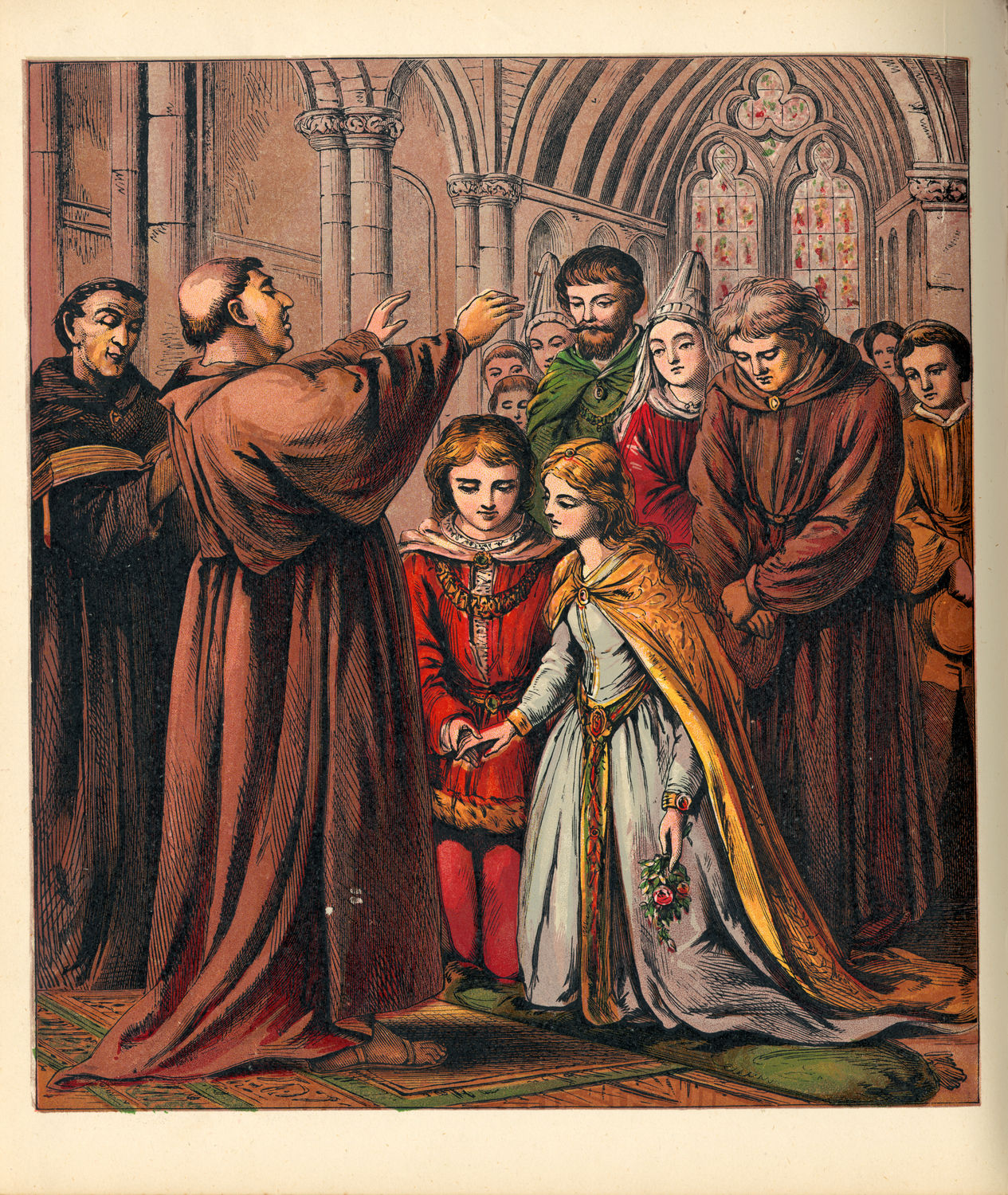
Mariage chrétien au Moyen Âge.

Le mariage apparaît pour la première fois comme l'un des sacrements, à côté de l'eucharistie, de la pénitence et du baptême, dans un décret du pape Lucien III contre les hérétiques, en 1184. Son décret, lu sans doute au concile de Vérone, sera reproduit dans plusieurs collections canoniques et suivi d'autres professions de foi similaires. Au XIIe siècle également, le pape Innocent III autorise le mariage des sourds et muets, qui peuvent donner leur consentement par signes.
C'est au IVe concile du Latran en 1215 que le mariage est mis en exergue comme l'un des sept sacrements et défini comme l'union de deux volontés plus que comme celle de deux corps. Cela signifie que le mariage ne peut être dissous que par la mort. Les bans deviennent obligatoires pour éviter les mariages clandestins et le mariage doit être célébré dans l'église.
Les décrétales de Grégoire IX, en 1234, consacrent l'intégration du mariage aux sept sacrements de l'Église.
Pendant des siècles, le mariage est considéré comme une institution essentielle pour la stabilité des familles et l'avis des jeunes époux n'est pas primordial. Ce mariage arrangé est néanmoins contesté dès le Moyen Âge par l'Église qui défend la théorie du « consensualisme ». Le concile de Trente consacre cette conception : la forme canonique du mariage est le mariage consensuel, qui ne demande pour être valide que le consentement des époux. Administré par les époux eux-mêmes, en présence du prêtre et de deux témoins, le droit médiéval admet qu'en l'absence d'un prêtre, les fidèles puissent se marier devant des témoins, et même sans témoins. Contrairement aux monarchies, l'Église valide les mariages clandestins s'ils sont confirmés par une cohabitation.

### Temps modernes

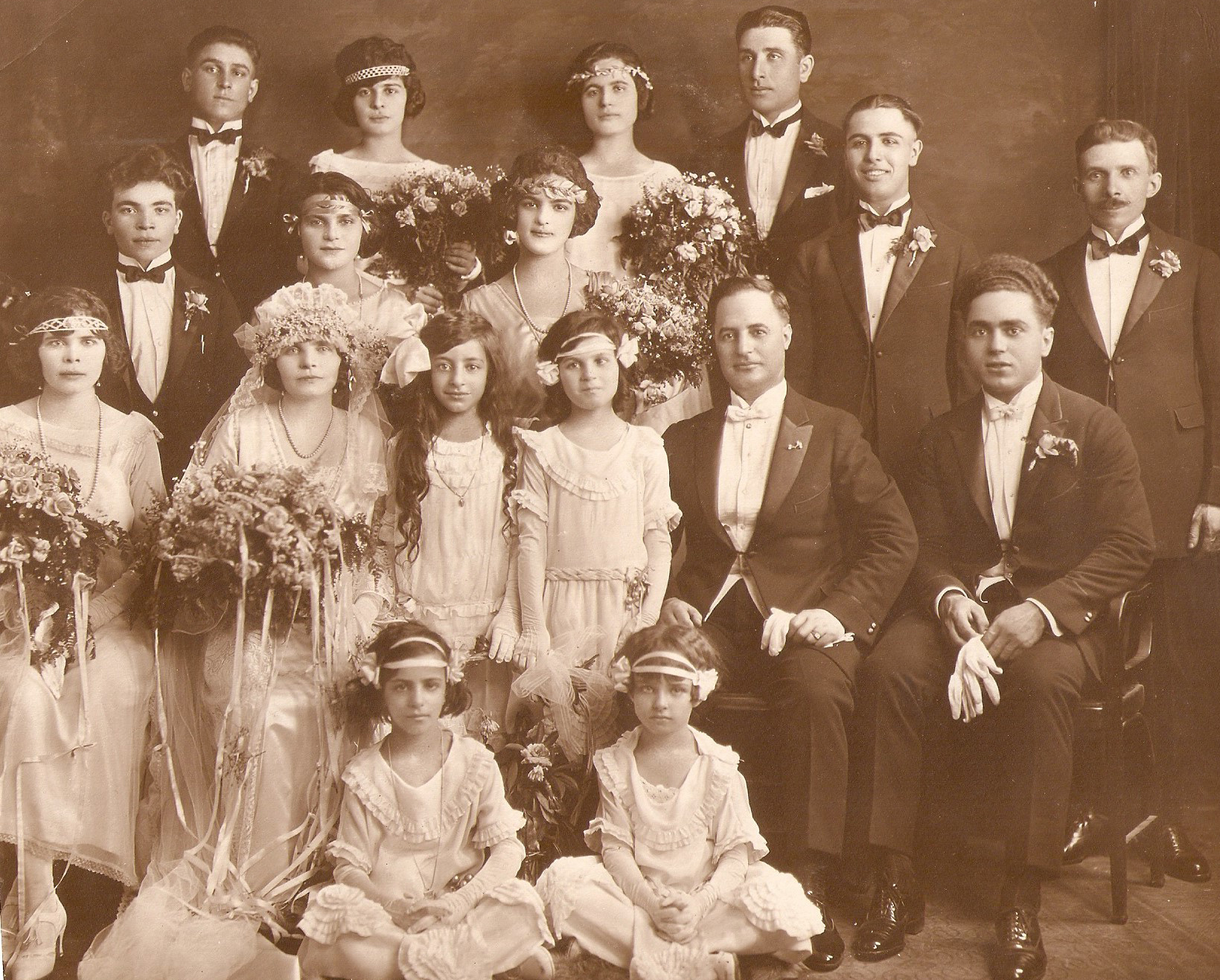
Mariage à New York, au début des années 1920.

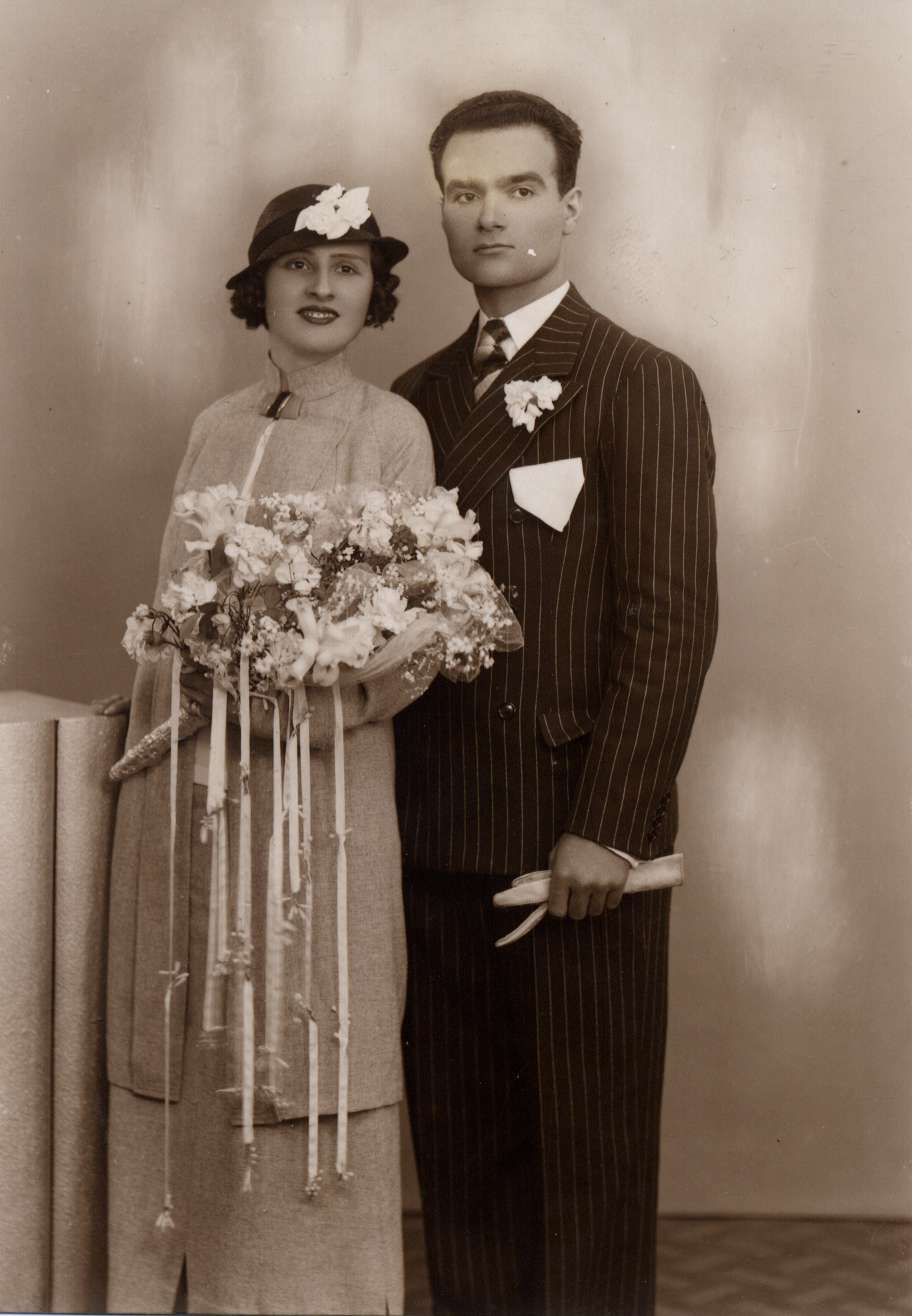
Une robe de mariage datant du début du XXe siècle (1935) à Barcelone, Espagne.

Au début du XVIe siècle, Érasme critique en 1516 le sacrement du mariage, le célibat des prêtres, et l'indissolubilité. En 1526, il adopte des positions plus modérées dans l'Institution du mariage chrétien.
Dans Les Colloques, publié en 1525, Érasme a clairement cité l'importance du mariage dans l'histoire « La Femme qui se plaint du Mariage ». Citations de la parole d'Eulalie : « Jadis, le divorce intervenait comme suprême remède dans les cas d'incompatibilité absolue. De nos jours, il n'en est plus tout question… » Eulalie a conclu que « c'est le Christ qui l'a voulu ». À travers Eulalie, Érasme commente que l'union libre sans mariage est « par conséquent grave ». Sans doute, Érasme affirme sa position sur le saint sacrement du mariage qui est indissoluble Sur la question du célibat des prêtres, Érasme explique par l'histoire de La Chasse aux Bénéfices « — Pamphage : Je suis pour le bonheur durable. Qui prend femme est heureux l'espace d'un mois ; qui a obtenu un bénéfice de bon rapport (une prébende) est heureux jusqu'au terme de sa vie. »
Érasme se réjouit de sa vie de célibat.
Luther critique le mariage catholique, et jette les bases de la doctrine protestante en 1520, dans La Captivité babylonienne de l'Église.
Lors d'une session du concile de Trente consacrée au mariage, le décret Tametsi impose que le mariage soit célébré par le curé devant témoins. Dans l’Église tridentine, une liste d’empêchement au mariage avec des motifs tel que l'impuissance ou la bigamie est précisée.
Aux XVIIe et XVIIIe siècles, les rois interviennent de plus en plus pour réglementer le mariage[réf. nécessaire]. La « révolution sentimentale » qui gagne l'Europe à partir du XVIIIe siècle place l'affection au sein de la cellule familiale et conjugale et est à l'origine du développement du mariage d’inclination. C'est également à cette époque qu'aux États-Unis, les premières lois interdisant les mariages dits « interraciaux » sont promulguées dans le cadre de l'esclavage. Ces lois, dites « miscegenation laws », promulguées dans une optique clairement raciste, visent à empêcher le métissage, considéré comme nuisible pour la « race blanche ». Elles se multiplieront au XIXe siècle et resteront en vigueur au XXe siècle : en 1948, trente États avaient promulgué de telles lois. Ce n'est qu'avec l'arrêt Loving v. Virginia de 1967 que la Cour suprême américaine jugea ces lois anticonstitutionnelles.

### Époque contemporaine

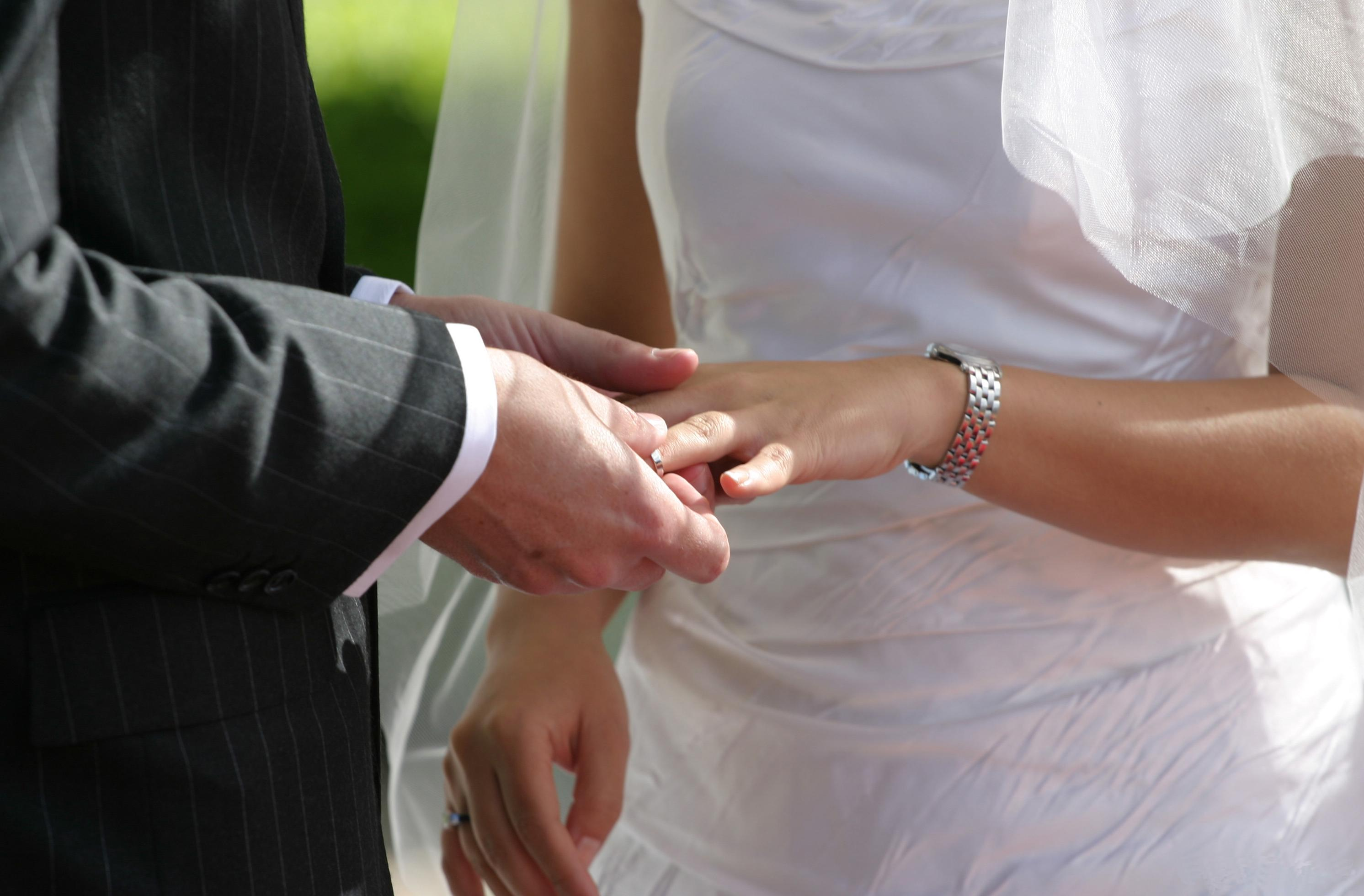
Échange de bagues entre la mariée et le marié.

En France, sous l'Ancien Régime, le mariage religieux était précédé dans certaines familles de ce qu'on appelait abusivement un « mariage devant notaire », acte juridique civil qui n'était qu'une promesse de mariage et qui réglait toutes les questions profanes et patrimoniales par un contrat passé entre les futurs conjoints et leurs familles. Sous cette forme, le mariage n'est qu'une espèce particulière de contrat civil. La cérémonie religieuse du mariage devient d'abord républicaine lors de la Révolution, en particulier avec la Théophilanthropie qui devient la seule religion d'État. Les églises, les temples et les synagogues sont fermés, certains deviennent des temples du culte de la Raison et de l'Être suprême.
La loi du 20 septembre 1792 instaure le mariage civil, enregistré en mairie, qui devient le seul valable aux yeux de la loi, malgré une volonté première d'abandon du mot lui-même jugé trop religieux. Cette loi autorise le divorce par consentement mutuel, pour incompatibilité d'humeur ou de caractère, ou encore pour des causes imputables à un des époux. Depuis la Révolution, en France, la tenue de l'état civil n'est plus déléguée par l'État aux curés des paroisses, mais aux maires des communes qui sont aussi chargés de procéder aux mariages. De ce fait, le mariage peut être réduit à son simple aspect d'acte civil homologué par l'autorité administrative, sans y ajouter aucune dimension sacrée, sociale ou religieuse. Cette tendance s'inscrit dans la tendance à la séparation entre les pouvoirs de l'Église et ceux de l'État dans les sociétés occidentales. Les États souhaitant affirmer leur légitimité au sein de la population, la plus grande partie des institutions structurant l'ordre social sont devenues laïques : l'éducation, le droit, la science, etc.
En France, depuis 1802, les autorités religieuses ont l'interdiction (délit d'habitude, c'est-à-dire à partir de la seconde fois,,) de procéder à des mariages religieux sans s'être assurées que le couple a préalablement été marié civilement, ce qui est une entorse au principe de la séparation entre les pouvoirs de l'Église et de l'État puisque cette interdiction peut être considérée comme une reconnaissance implicite du mariage religieux.
En 1804, le Code civil modifie la loi pour introduire des conditions restrictives au divorce par consentement mutuel, et conserve le divorce pour faute. La loi Bonald du 8 mai 1816 supprime le divorce. Il ne sera rétabli que sous la IIIe République, avec la loi de 1884 d'Alfred Naquet. Le divorce n'est cependant plus autorisé qu'en cas de fautes précises (adultère, condamnation à une peine afflictive et infamante, excès, sévices et injures graves).
Le Code civil étant d'abord imposé par les armes puis pris comme exemple, le mariage civil se répand en Europe, bien que le divorce soit le plus souvent rejeté. Ceci pousse le pape Léon XIII à publier le 10 février 1880 la première encyclique sur le mariage chrétien, Arcanum divinae sapientiae. Après la Première Guerre mondiale, l'Allemagne autorise le mariage posthume avec un soldat mort au champ d'honneur, dit « mariage avec le casque d'acier ». Cette cérémonie sera conservée sous le nazisme.

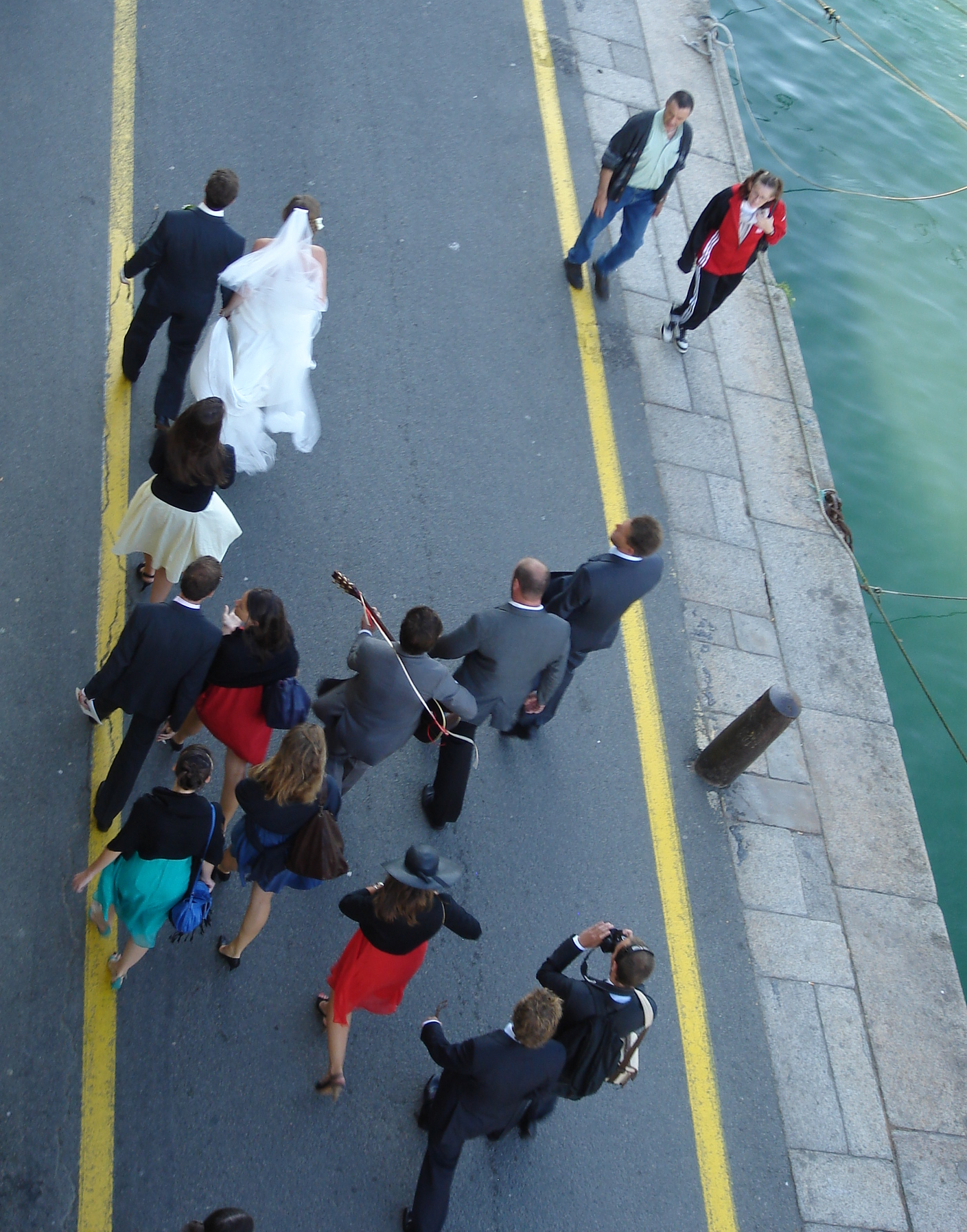
Cortège de mariage en Bretagne, France.

En France, le mariage n'évoluera guère jusqu'à la loi de 1975 réformant le Code civil, promulguée sous le président Valéry Giscard d'Estaing, qui ajoute au divorce pour faute, deux motifs de divorce : consentement mutuel et rupture de la vie commune, ce qui transforme le caractère viager du mariage en un contrat à durée limitée que les conjoints peuvent résilier à tout moment. La distinction entre enfants naturels et adultérins et légitimes est abolie, et la notion de chef de famille est supprimée.
La loi no 2013-404 du 17 mai 2013 a ouvert le mariage aux couples de personnes de même sexe en France,,.
En Europe, les législations nationales voient la fin progressive, au début du XXIe siècle, de l'attribution automatique et exclusive du nom du marié à la mariée et à leurs enfants éventuels en offrant la liberté du choix aux couples, notamment à la suite d'une décision de la Cour européenne des droits de l’homme en 2004, qui s'appuie sur les articles 8 et 14 de la Convention européenne des droits de l’homme, portant respectivement droit au respect de sa vie privée et familiale, d’une part, et prohibant toute discrimination fondée sur le sexe, d’autre part. Se dessinent alors quatre modèles de transmission du nom de famille aux enfants :
- le modèle libéral permet aux individus une liberté totale en matière de dévolution du nom, y compris d'un nom qui n'est ni celui de la mère, ni celui du père (cas du Royaume-Uni) ;
- le modèle alternatif permet de transmettre l’un ou l’autre nom, mais uniquement un seul : l’Allemagne et la Finlande donnent la possibilité aux époux de choisir leur nom matrimonial (ou nom conjugal commun) entre le nom de l'épouse et celui de l'époux ; la Suède est également dans ce cas avec la particularité qu'il y est possible de s'inventer un nouveau nom : face à la faible diversité des noms de famille, tout individu peut, pour 180 € et sous certaines conditions, obtenir un nouveau nom de famille et certains couples profitent donc de cette opportunité pour contourner le système alternatif en vigueur[56],[57] ;
- le modèle bilatéral donne à l'enfant les noms du père et de la mère accolés, avec le nom du père en premier, celui des grands-mères disparaissant aux générations suivantes. La plupart du temps, les modèles alternatif et bilatéral coexistent (cas de la France, de l'Espagne et du Portugal) ;
- le modèle patriarcal, qui revient à la transmission exclusive du patronyme (cas de l'Italie)[58].

Néanmoins, la transmission du nom du père aux enfants demeure un usage ancré dans les familles en Europe.

## Mariage forcé

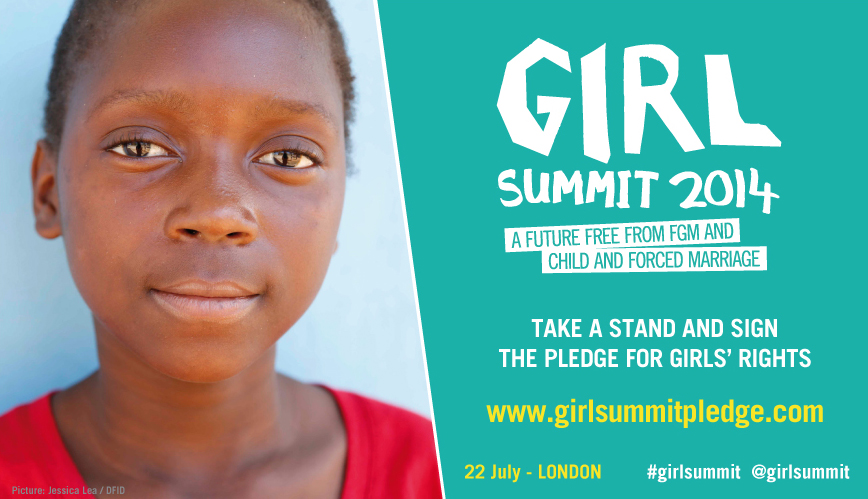
Affiche contre le mariage forcé.

Le mariage forcé consiste à marier une personne contre sa volonté. Ces mariages sont communs en Afrique et en Asie à cause des traditions et par intérêt économique. Ces mariages ont souvent comme conséquence la perte d'autonomie et de liberté, l'isolation sociale et les violences conjugales. Dans de nombreux endroits, la frontière entre le mariage forcé et le mariage consensuel devient floue, parce que les normes sociales de nombreuses cultures dictent qu'il ne faut jamais s'opposer à la volonté des parents/famille élargie en ce qui concerne le choix du conjoint ; dans ces cultures, il n'est pas besoin de recourir à la violence, à des menaces ou à de l'intimidation : la personne « consent » simplement au mariage, même si elle ne le veut pas, en raison de la pression sociale implicite et de l'obligation morale. Les coutumes de prix de la fiancée et de la dot, qui existent dans de nombreuses régions du monde, contribuent à ces phénomènes,.
Le mariage par enlèvement est une autre forme de mariage forcé dans lequel la future conjointe est enlevée de force à sa famille. Cette coutume a lieu dans certains pays d'Asie centrale, dans la région du Caucase ainsi que dans certaines parties de l'Afrique. L'Éthiopie a l'un des taux de mariage par enlèvement les plus élevés dans le monde,,,.
Le mariage réparateur consiste à unir l'auteur d'une agression sexuelle avec sa victime, ce qui permet à l'agresseur d'échapper aux conséquences légales de ses actes.

## Mariage d'enfants

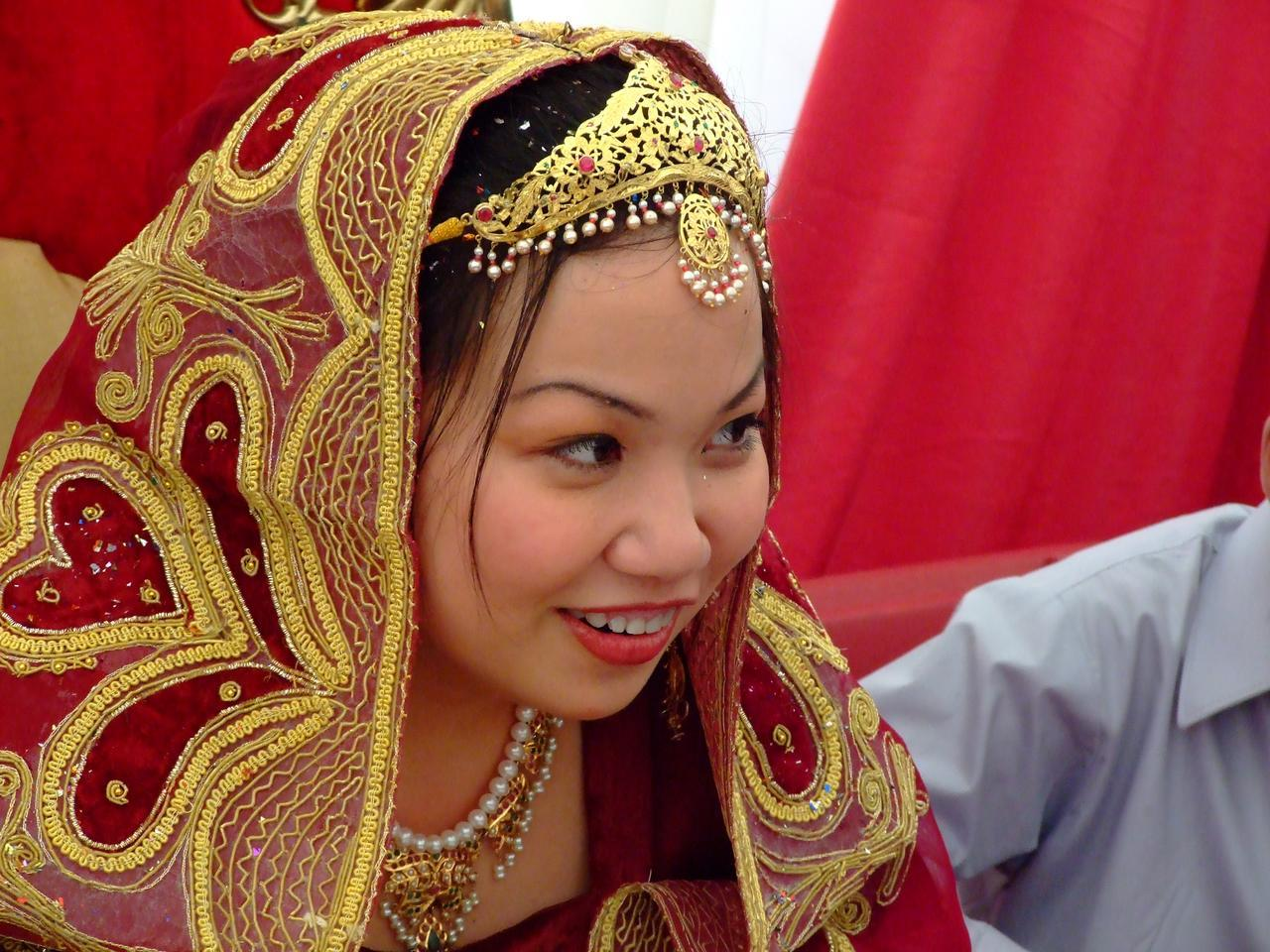
Jeune fille à son Nikâh.

Le mariage d'enfants ou précoce engage un partenaire qui n'est pas encore majeur,. Les filles sont les plus touchées. Ils sont plus fréquents en Asie du Sud, au Moyen-Orient et en Afrique subsaharienne, mais ils sont aussi pratiqués dans d'autres parties du monde. La pratique du mariage des filles est enracinée dans des idéologies de contrôle du comportement féminin, et est aussi soutenue par des pratiques traditionnelles comme la dot et le prix de la fiancée. Elle est aussi liée à la protection de la virginité féminine. Le mariage précoce a des conséquences préjudiciables pour ces enfants, comme le refus d'accès à l'éducation, les problèmes de santé, la maltraitance.
Selon l'ONU, les dix pays avec le plus haut taux de mariage des enfants sont : Niger, Tchad, République centrafricaine, Bangladesh, Guinée, Mozambique, Mali, Burkina Faso, Soudan du Sud et Malawi.
Aux États-Unis, en 2017, vingt-sept États sur cinquante ne fixent pas d'âge minimum légal pour se marier,. En effet, si l'âge minimal est généralement de 18 ans, il existe des dérogations, notamment pour les jeunes filles enceintes (comme ce fut par exemple le cas pour Sherry Johnson), pour lesquelles une limite d'âge n'est pas nécessairement fixée.
Lors de la conférence Girl Summit 2014, qui avait pour thèmes l'excision et les mariages précoces, l'Unicef a estimé que plus de 700 millions de femmes ont été mariées alors qu’elles étaient enfants. Une sur trois (c’est-à-dire 250 millions) a même été mariée avant l'âge de 15 ans et près de la moitié des mariages forcés ont eu lieu en Asie du sud (33 % en Inde),.
Certains mariages d'enfants ont pour cause le culte des ancêtres comme en 2014 en Afrique du Sud avec le mariage d'un garçon de neuf ans et d'une femme de soixante et un ans.

## Dot et prix de la fiancée

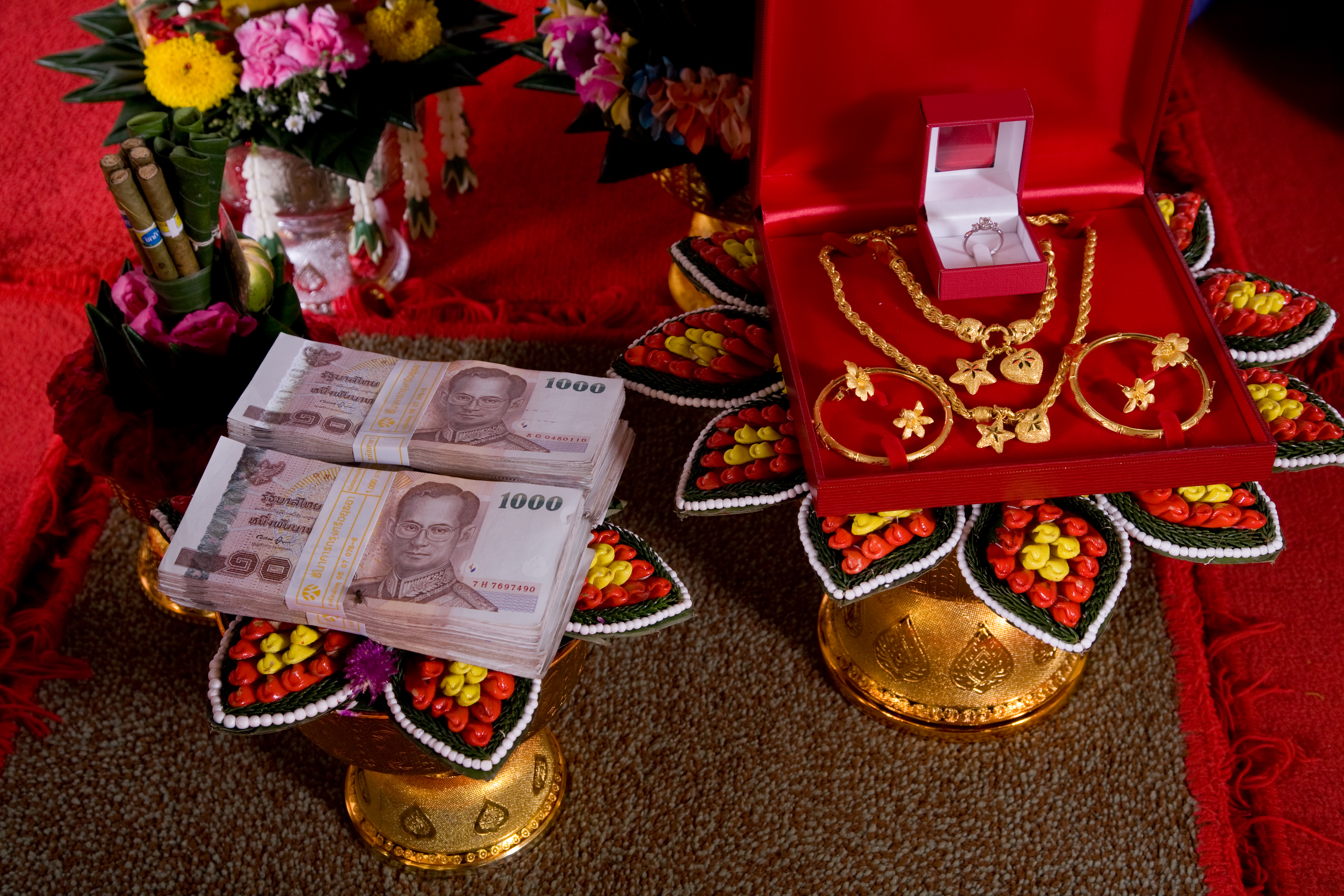
Présentation officielle du prix de la fiancée pendant une cérémonie de fiançailles en Thaïlande.

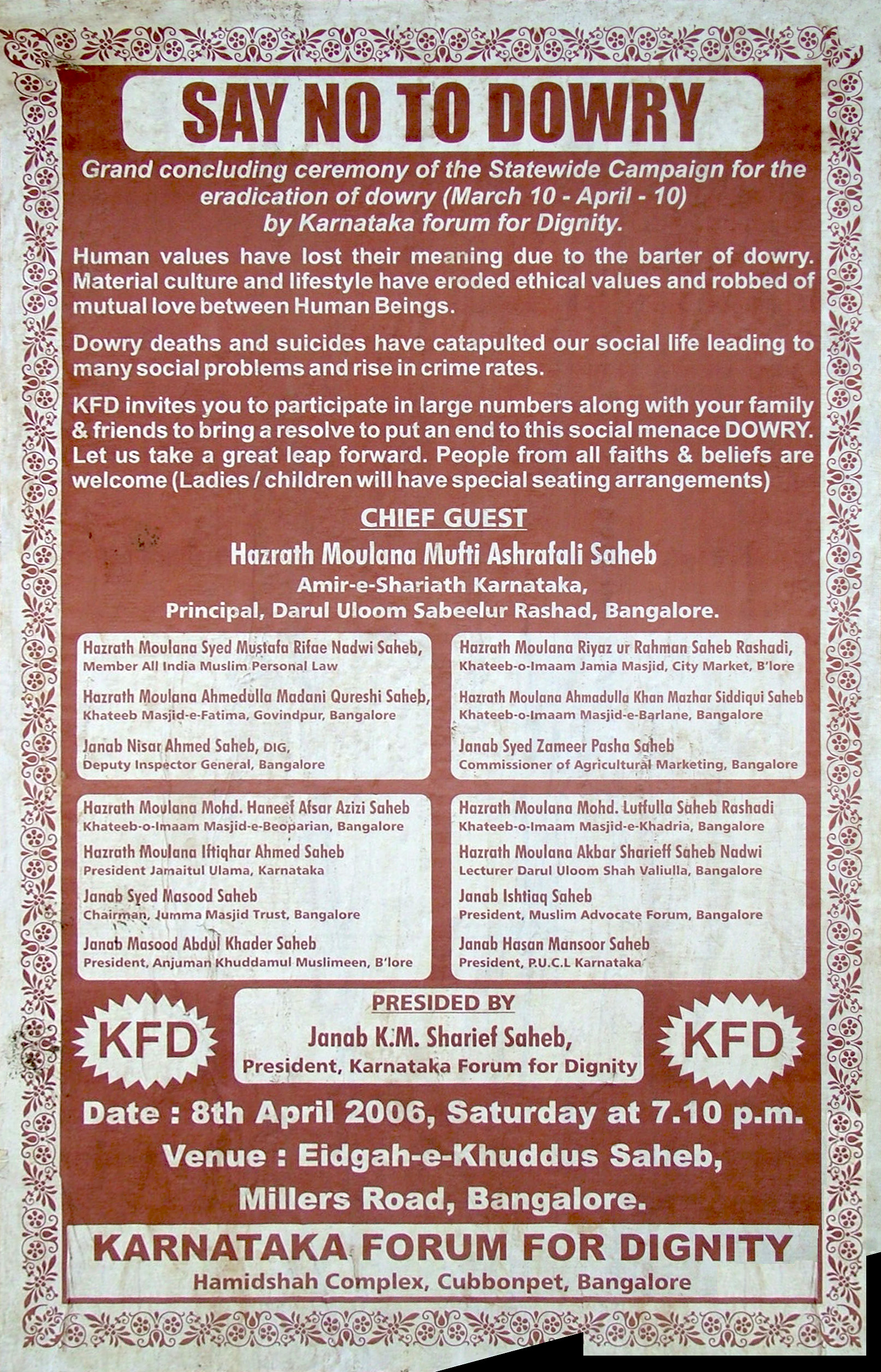
Affiche contre la dot, en Bangalore, Inde.

La dot et le prix de la fiancée sont des dotations au patrimoine du nouveau ménage qui accompagnent le mariage dans de nombreuses cultures. Ce sont des biens dont la famille du mari ou de la femme sont dotées après le mariage. Dans certaines cultures, en particulier en Asie du Sud, dans des pays comme l'Inde, le Bangladesh, le Pakistan, le Sri Lanka et Népal, les dots continuent d'être attendues. La violence liée à la dot (quand une famille est mécontente en raison de l'absence de dot et maltraite la femme afin de recevoir la dot de sa famille) est un problème dans plusieurs endroits, et, en réponse à des incidents violents liés à la pratique, plusieurs pays ont adopté des lois restreignant ou interdisant la dot. Au Népal, la dot a été rendue illégale en 2009. En Inde, en 2011, le National Crime Records Bureau a rapporté 8 618 décès liés à la dot.
Le prix de la fiancée a été critiqué pour contribuer au trafic d'enfants quand les parents pauvres vendent leurs filles à de riches hommes plus âgés. Des associations de femmes africaines préconisent la suppression du prix de la fiancée, qui, selon eux, se fonde sur l'idée que les femmes sont une forme de propriété qui peut être achetée.

## Violence conjugale
La violence conjugale s'exerce sur l'un des conjoints. Elle peut être circonstancielle (violence situationnelle), mais parfois un processus systémique et évolutif (terrorisme conjugal) au cours duquel un des partenaires exerce, dans le cadre d’une relation privilégiée, une domination qui s’exprime par des agressions physiques, psychologiques, sexuelles, économiques ou spirituelles. La violence conjugale a des conséquences délétères pour les victimes ainsi que pour les éventuels enfants du couple.

## Aspects sociologiques et anthropologiques

### Institution
Le mariage est une institution sociale qui se manifeste de manière rituelle, juridique ou religieuse, et qui régit la formation et les règles de fonctionnement d'une communauté de vie. Cette institution a initialement pour but de fournir un cadre social et légal au développement de la famille.
C'est aussi, selon les époques et les lieux, une manière d'établir des alliances entre tribus ou familles, une manière de transmettre des biens, une manière de sceller une alliance ou la paix, de réclamer une position de pouvoir, d'obtenir un capital (dot).
Le mariage, comme institution favorisant la stabilité de la société, est promu par les États, qui instituent par exemple la fête des Époux durant la Révolution française.

### Motifs de l'union matrimoniale

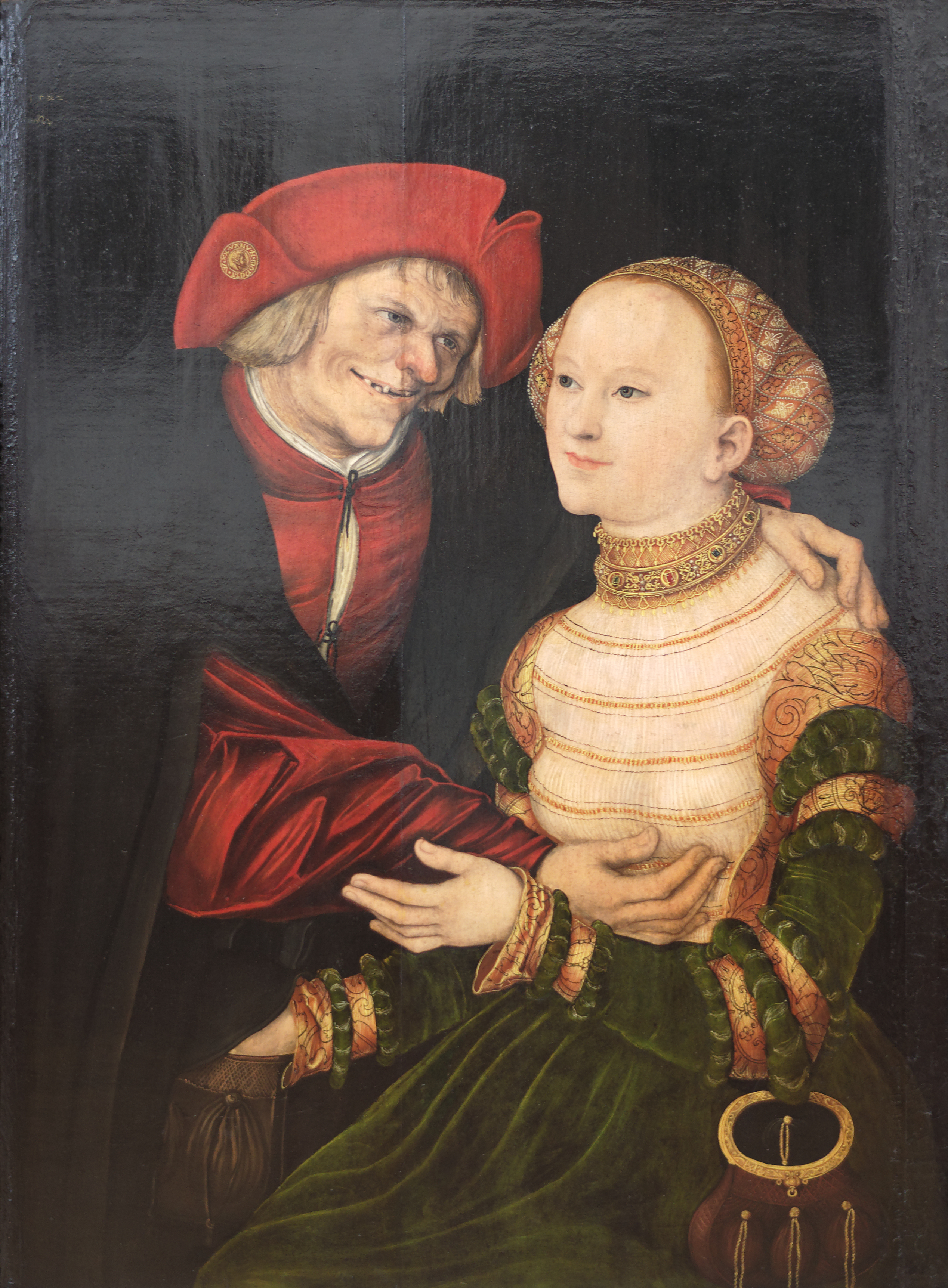
Le couple mal assorti (II). Lucas Cranach l'Ancien.

Les gens se marient pour de nombreuses raisons, habituellement pour l'une ou plusieurs des raisons suivantes :
- le désir de fonder une famille avec des enfants, et de leur donner un cadre stable et protecteur à leur éducation ;
- le désir de prouver son amour et de le déclarer publiquement, l'engagement personnel dans une liaison amoureuse pérenne, lui donnant un caractère officiel plus difficile à rompre ;
- la volonté d'acquérir le statut social d'homme ou de femme marié, qui peut être considéré comme plus gratifiant que celui de célibataire.

D'autres motivations peuvent exister comme :
- légitimer des relations sexuelles[82] ;
- obtenir de l'argent ou du pouvoir, ou encore faciliter les formalités d'immigration ou de naturalisation[83]…, échapper à la conscription (en France, notamment en 1813) ;
- la formalisation juridique et sociale de questions patrimoniales (legs, légitimation d'enfants, retraites, fiscalité).

### Ethnologie
Dans toutes les cultures sédentaires, se marier implique de choisir le lieu géographique d'existence du foyer :
- Patrilocalité : le foyer des mariés se trouve géographiquement dans la résidence ou le village du père de l'époux. La femme quitte son foyer d'origine pour rejoindre celui de son mari.
- Matrilocalité : le foyer des mariés se trouve géographiquement dans la résidence ou le village de la mère de l'épouse. L'homme quitte son foyer d'origine pour rejoindre celui de la mariée.
- Néolocalité : les mariés fondent leur foyer indépendamment de celui de leurs parents. Ce qui se passe le plus souvent dans la culture occidentale en 2008.

Dans certaines cultures, notamment traditionnelles, il est possible de voir des époux vivre dans des résidences séparées. Cela est également observable dans l'évolution des mœurs des sociétés occidentales.

### Statistiques

#### France
On célèbre entre 230 000 et 280 000 mariages par an en France. Pour l'année 2013, 238 592 mariages ont été retenus par l'Insee (231 225 mariages entre personnes de sexes différents et 7 367 mariages entre personnes de même sexe). En 2013, la France avait ainsi un taux de nuptialité de 3,5 pour 1 000 habitants.
La proportion de cérémonie religieuse par rapport au nombre total de mariages ne cesse de diminuer d'année en année, et passe en dessous de la barre des 30 % dès l'année 2012.
En 2008, 22 811 mariages ont été validés par les églises catholique, romaine et orthodoxe[réf. nécessaire].

#### Belgique
Le taux de nuptialité était en Belgique en 2005, de 4,1 pour 1 000 habitants.

#### Serbie
Le nombre de mariages en Serbie diminue constamment. En 2019, 35 570 mariages ont été conclus. Par rapport à 2018, il s'agit d'une diminution du nombre de mariages de 2,1 %. Le taux de nuptialité était en Serbie en 2019, de 5,1 pour mille habitants

#### Suisse
Le taux de nuptialité était en Suisse en 2007, de 5,3 pour mille habitants.

#### Québec
Le taux de nuptialité du Québec a connu de grandes variations au cours du XXe siècle. Ainsi, de 6,5 mariages pour mille en 1900 (n=10 103), le Québec est passé à 10,7 mariages pour mille (n=35 069) en 1940, un sommet pour la province au XXe siècle. On assiste par la suite à un long déclin du taux de nuptialité, malgré un faible sursaut dans les premières années de la décennie 1970, pour s'établir à 2,9 mariages pour mille (n=22 234) en 2005.
Cette baisse importante du taux de nuptialité est particulièrement marquée du côté du mariage religieux. Alors que la quasi-totalité des mariages étaient religieux au début des années 1970 (97,8 % en 1969) cette proportion n'est plus que de 66,6 % en 2005. De nouvelles valeurs, issues en partie de la Révolution tranquille, et une baisse drastique de la pratique religieuse dans les 50 dernières années expliquent en partie ce recul du mariage religieux au Québec.
L'âge moyen des époux québécois est de 32 ans pour les hommes et de 30 ans pour les femmes.

### Cas particuliers

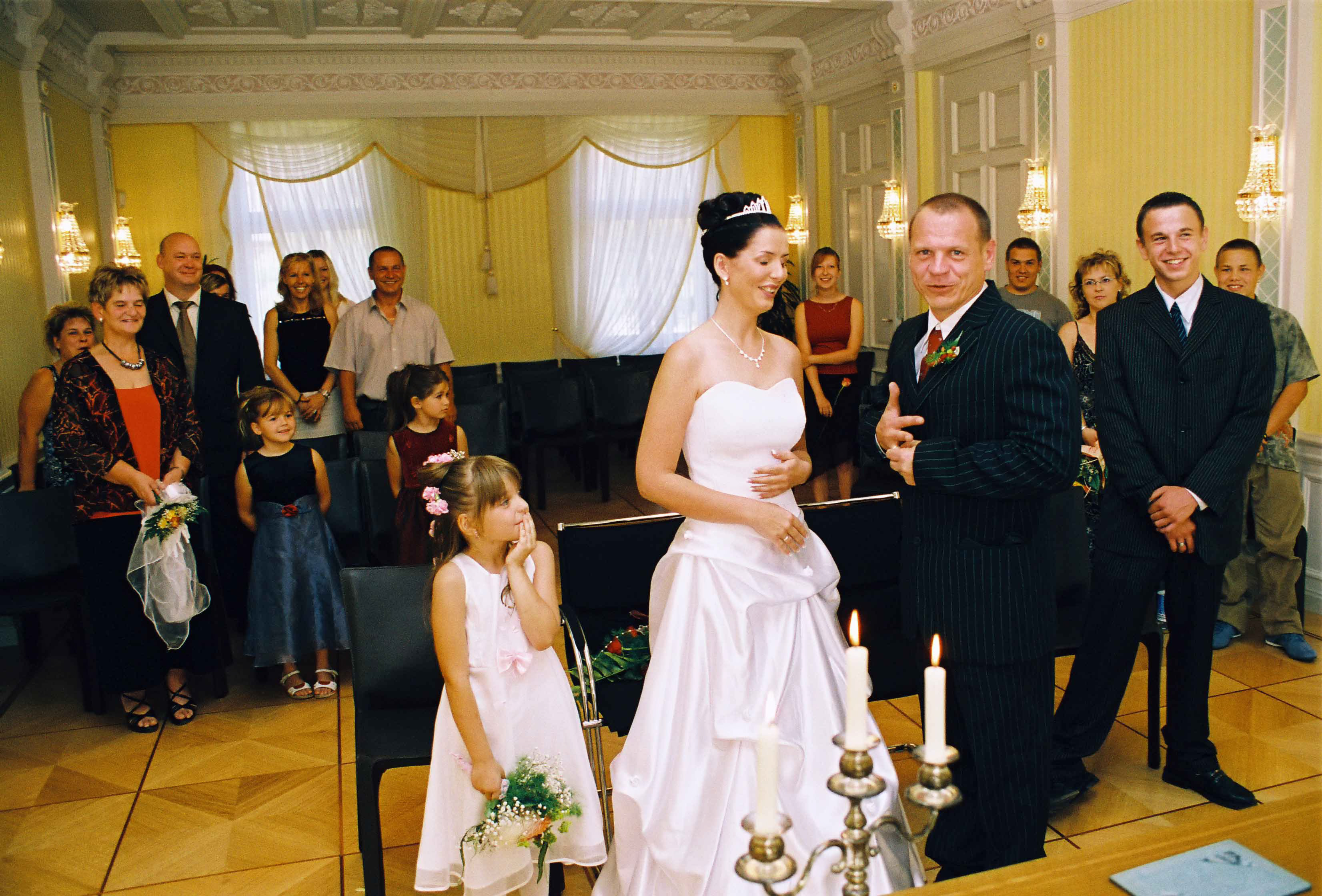
Un mariage en Allemagne en 2005.

- Le mariage arrangé : négociation entre deux familles pour marier leurs enfants respectifs, ces derniers peuvent donner leur consentement.
- Le mariage forcé : les familles contraignent les enfants à se marier.
- le mariage blanc : contracté sans l'intention des deux époux de vivre ensemble, mais dans le but pour l'un d'entre eux de bénéficier d'un ou plusieurs avantages (exemple : emploi, fortune, logement, nationalité, avantages en nature, etc.).
- le mariage entre deux individus de même sexe, ou de sexe indifférencié.
- le mariage mixte : entre deux individus de cultures différentes (de langue, de nationalité, voire d'ethnie, de religion différentes). Voire par exemple le cas du mariage franco-algérien.
- le mariage in extremis est une situation de péril imminent de mort de l'un des époux qui dispense de toutes les formalités préalables à la célébration du mariage (en France, articles 75 et 169 du Code civil).
- le mariage posthume.
- le mariage entre un être humain et un animal : on le retrouve en particulier en Inde, où il existe une pratique chez les Hindous de se marier, par exemple, avec un chien errant et d'en prendre soin – afin de repousser un mauvais sort ou la malchance ; il n'y a pas nécessité de divorcer avec l'animal si le ou la mariée souhaite épouser par la suite un être humain[95] (les animaux étant des montures des Dieux et Déesses dans l'hindouisme, s'unir symboliquement à un animal est vu comme une action très favorable).

#### Mariages mixtes
Le « mariage mixte » désigne de façon générale un mariage entre deux individus de cultures différentes (de langue, de nationalité - voir par exemple le mariage franco-algérien, voire d'ethnie ou de religion différentes). Il a pu faire l'objet d'angoisses, liées à la peur du métissage, et de législations racistes.
Ainsi, dès le XVIIe siècle, les premières lois interdisant les mariages dits « interraciaux » sont promulguées aux États-Unis dans le cadre de l'esclavage. Ces lois, dites « miscegenation laws », promulguées dans une optique clairement raciste, visent à empêcher le métissage, considéré comme nuisible pour la « race blanche ». Elles se multiplieront au XIXe siècle et resteront en vigueur au XXe siècle, puisqu'en 1948 trente États avaient promulgué de telles lois. Ce n'est qu'avec l'arrêt Loving v. Virginia de 1967 que la Cour suprême américaine jugea ces lois anticonstitutionnelles.
Au début du XXe siècle, la peur du métissage, alors que l'eugénisme se développe en tant que courant d'idées, se fait insistante. En Allemagne, des best-sellers du mouvement völkisch, comme Le Péché contre le sang (1916) d'Artur Dinter, popularisent l'idée du mariage entre « Aryens » afin de préserver la « race » contre le dépérissement et la « pollution raciale » (Rassenschande) qu'apporterait le « sang juif ». L'influence sur le nazisme de tels ouvrages sera déterminante, culminant dans la « loi sur la protection du sang allemand et de l'honneur allemand » de 1935. Tout mariage entre « Aryens » requiert désormais un « certificat d'aryanité » (délivré, pour les SS, par le RuSHA), sauf dans le cas du « mariage accéléré » ou beschleunigte Eheschließung, surnommé « Kriegstrauung (de) » (« noces de guerre »), dans lequel une simple déclaration suffit.

### Sexe et procréation

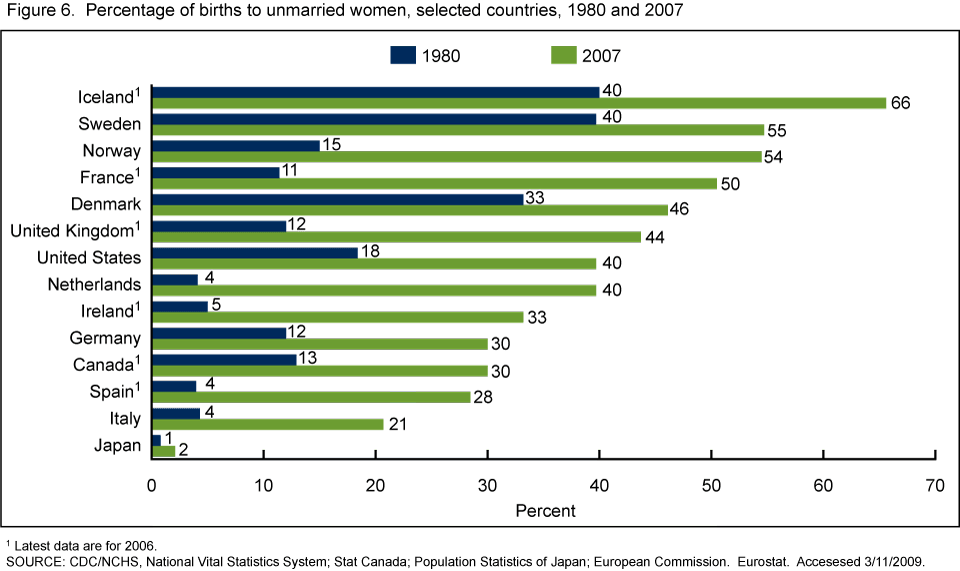
Pourcentage de naissances hors de mariage, pays sélectionnés, 1980 et 2007.

Le mariage étant historiquement très lié à la reproduction humaine, la plupart des cultures encouragent à sa « consommation », un euphémisme courant pour désigner les rapports sexuels entre époux. Par exemple, l'église catholique romaine autorise une reconnaissance de nullité de mariage pour motif de non-consommation (ne pas confondre avec annulation), car le mariage n'est effectif qu'après la première union sexuelle des époux. Cette notion diffère d'un divorce : une annulation établissant a posteriori que le mariage n'avait jamais existé.
Dans certaines parties du monde, les femmes et les filles accusées d'avoir des relations sexuelles hors mariage risquent d'être victimes des crimes d'honneur commis par leurs familles,. Les rapports sexuels entre deux individus non mariés entre eux sont condamnés par certaines religions et sont illégaux dans des pays comme l'Arabie saoudite, le Pakistan, l'Afghanistan,,, l'Iran, le Koweït, les Maldives, le Maroc, Oman, la Mauritanie, les Émirats arabes unis,, le Qatar, le Soudan et le Yémen.
Les mœurs occidentales laissent libre choix aux couples mariés en ce qui concerne la procréation. Dans certaines cultures, le mariage impose aux femmes l'obligation de mettre au monde des enfants. Au nord du Ghana, par exemple, le paiement d'un prix de la fiancée oblige la femme à avoir des enfants, et les femmes qui se soumettent au contrôle des naissances font face à des menaces sérieuses de représailles physiques.
Selon les cultures et les époques, les rapports non consentis au sein du mariage pourront ou non constituer un viol du point de vue de la loi. Ils pourront constituer une simple maltraitance, comme ce fut le cas en France jusqu'en 1992.
La procréation hors du cadre du mariage est un état de fait plus ou moins bien accepté selon les cultures. En Occident, cette situation a été graduellement acceptée depuis les années 1960, dès lors que les deux parents sont célibataires. Dans les cultures où le phénomène n'est pas accepté, des mariages peuvent être organisés dans l'urgence afin de sauver l'honneur de la future mère et l'avenir de l'enfant.
En France, l'Institut national d'études démographiques (INED) rapportait qu'en 1965, 5,9 % des naissances provenaient de parents non mariés. En 2012, ce pourcentage était monté à 56,6 %. En Belgique, en 2012, le pourcentage de naissances hors mariage était de 52,3 %. En Suisse, en 2014, le pourcentage de naissances hors mariage était seulement de 21,7 %. Au Quebec, en 2014, le pourcentage de naissances hors mariage était de 62,9 %.
Jusqu'à récemment, les enfants nés hors mariage étaient considérés soit comme « enfants illégitimes » (si l'un des parents était par ailleurs marié — on parle aussi d'enfant adultérin), soit comme « enfants naturels » (si aucun des parents n'est marié) et souffraient de désavantages légaux et de handicaps sociaux. Ainsi, en France, la loi de 1964 sur la tutelle, et la loi de 1970 sur l'autorité parentale avaient rapproché la situation des enfants nés dans le cadre du mariage et des enfants nés hors mariage, tout en maintenant une certaine inégalité. Ainsi, les enfants naturels ne recevaient que la moitié de la part d'héritage dont ils auraient eu droit s'ils avaient été légitimes, tandis que les enfants adultérins n'avaient droit à aucun héritage et étaient même privés de filiation. La loi du 3 janvier 1972, préparée par le ministre René Pleven et le garde des Sceaux Jean Foyer, rapporteur du projet de loi à l'Assemblée nationale, assimila complètement la situation de l'enfant naturel et de l'enfant légitime. L'enfant adultérin (ou illégitime) a, quant à lui, gagné les droits à établir sa filiation, et est considéré à part entière comme un membre de la famille. Jusqu'en 2001, l'enfant adultérin voyait ses droits amputés de moitié dans la succession du parent à l’origine de l'adultère,.

## Mariage religieux
Au-delà du rite et du décorum convenus et parfois codifiés, (catholicisme romain, église orthodoxe), la cérémonie religieuse d'un mariage demeure pour beaucoup l'occasion d'accorder, à un moment fort de la vie, une solennité moins administrative et expéditive que dans une mairie où l'on peut célébrer jusqu'à six mariages en trois heures (mairie de Tournus - 3 mai 2014).
Bien qu'il ne saurait dispenser de l'obligatoire passage devant l'autorité civile (uniquement dans quelques pays dont la France, la Belgique, le Luxembourg, les Pays-Bas et la Suisse), le mariage religieux reste cependant une institution importante pour le croyant (239 000 mariages en 2015[Où ?]). Néanmoins, les conditions à remplir peuvent constituer de sérieux obstacles à sa réalisation[pas clair].

### Rapports entre mariage civil et mariage religieux
L'Église catholique romaine considère que le mariage purement civil entre deux catholiques ou entre deux orthodoxes n'est pas valide. De même, le mariage civil d'un catholique ou d'un orthodoxe avec un non baptisé n'est pas valide. Le concile de Trente (décret Tametsi) affirme notamment que le seul véritable mariage est célébré devant un ministre du culte, liant par sacrement deux personnes de sexes opposés, baptisées et non divorcées. L’Église reconnaît au pouvoir civil sa compétence pour les « effets purement civils » du mariage pour les catholiques (canon 1059 du code de droit canonique), c’est-à-dire essentiellement les rapports matériels entre époux et les régimes matrimoniaux,. Néanmoins, l'Église considère qu'il ne faut ni sous-estimer ni mépriser et encore moins refuser de se soumettre à l'obligation légale du « mariage » ou plus exactement de « l'union civile » républicaine, tout en craignant que cette dernière ne devienne qu'une simple obligation administrative autorisant toutes sortes d'abus[réf. nécessaire]. L'Église voit positivement la reconnaissance civile des droits et des devoirs des époux en ce qui concerne la fidélité, le secours mutuel, l'assistance, la communauté de vie, la participation aux charges du ménage, et la solidarité dans les dettes (en France, articles 203 et 212 du Code civil).
Dans certains pays européens et latino-américains, la cérémonie religieuse doit se tenir séparément de la cérémonie civile préalable, comme c'est le cas en Belgique, en Bulgarie, en France, aux Pays-Bas, en Roumanie et en Turquie,.
Dans de nombreux pays comme les États-Unis, le Canada, le Royaume-Uni, l'Irlande, l'Italie, la Norvège, la Suède, la Finlande, le Danemark, l'Espagne, la République tchèque, la Slovaquie, la Pologne, la Nouvelle Zélande, les deux cérémonies peuvent être tenues ensemble. Alors que certains pays, comme l'Australie, autorisent que les mariages soient célébrés en privé et dans n'importe quel endroit, d'autres, comme l'Angleterre et le Pays de Galles, exigent que la cérémonie civile se tienne dans un endroit ouvert au public et désigné spécialement par la loi. En Angleterre, l'endroit où est célébré le mariage n'est pas nécessairement une église ou un bureau d'état civil, mais peut très bien être un hôtel, un édifice historique ou un autre lieu qui a obtenu l'autorisation nécessaire. En Israël, il n'existe pas de mariage civil.

### Approches religieuses du mariage

#### Judaïsme

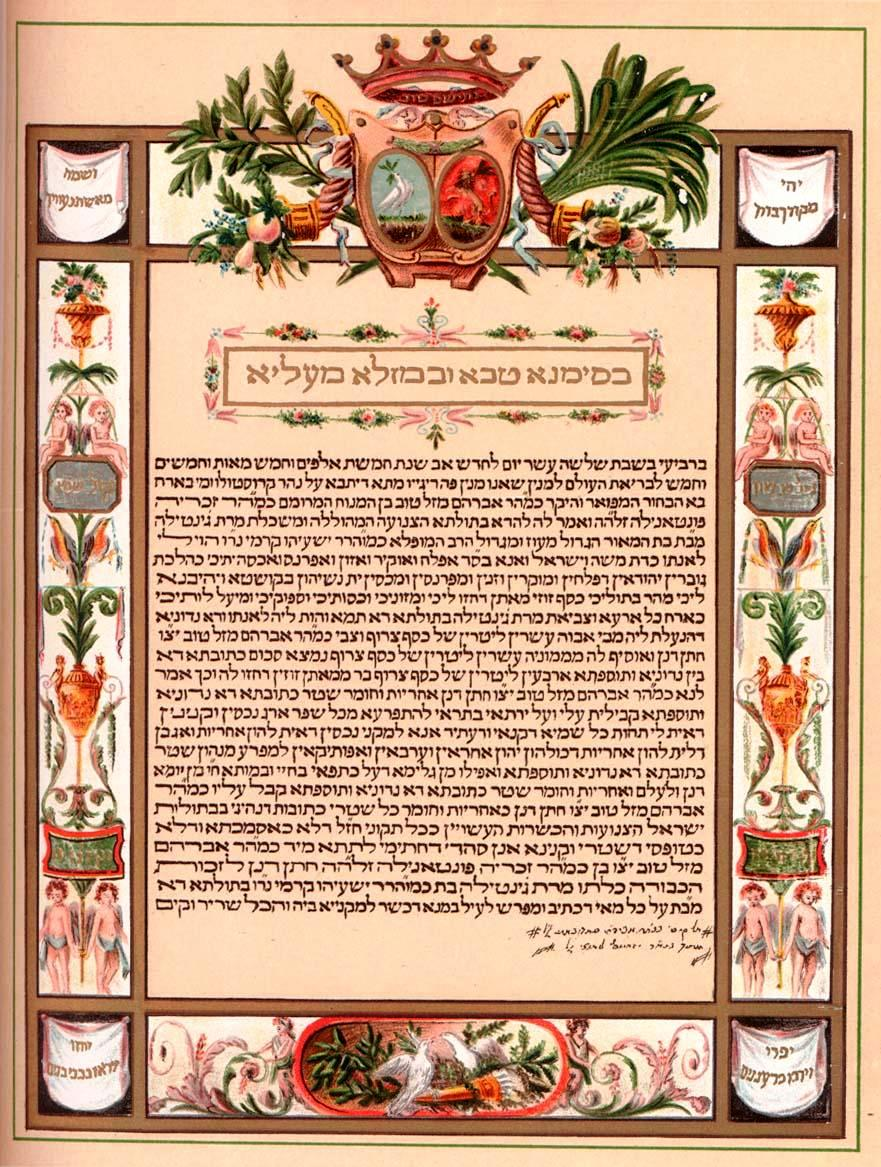
Une Ketouba en hébreu et araméen : contrat de mariage juif décrivant les devoirs de chacun des époux.

Dans le judaïsme, le mariage est considéré comme un engagement contractuel devant Dieu, dans lequel un homme et une femme s'unissent pour créer une relation où Dieu est directement impliqué. Cependant, le judaïsme admet légalement le divorce.
Le mariage est précédé d'une période de fiançailles où les futurs époux s'instruisent auprès d'un rabbin (pour Monsieur) et de son épouse (pour Madame) des obligations qu'ils auront l'un à l'égard de l'autre dès lors qu'ils seront unis sous le dais nuptial (houppa).
Bien que la procréation ne soit pas le seul but du mariage, un mariage juif est aussi supposé obéir au commandement d'avoir des enfants. Le sujet principal est relatif à la relation entre le mari et la femme[pas clair].
Du point de vue de la Kabbale, le mariage signifie que le mari et la femme se fondent dans une seule âme. C'est pourquoi un homme est considéré comme « inachevé » s'il n'est pas marié puisque son âme est seulement une partie d'un ensemble plus large qui reste à unifier.

#### Christianisme
Le mariage dans les sociétés laïques occidentales est en réalité une union civile issue de la tradition chrétienne. Il est donc à l'origine essentiellement l'alliance d'un homme et d'une femme, dans le but de former une famille. La religion chrétienne réglemente en général fortement cette institution, aussi bien dans les pratiques rituelles que dans le vécu au niveau des individus ; ne sont donc réellement « mariés » aux yeux de l'Église que les couples baptisés, confessés et unis par Dieu par un ministre du culte. De ce fait, de fortes traditions existent aujourd'hui dans les aires culturelles où les Églises de cette religion ont étendu leur influence.
L'Église catholique définit le mariage catholique comme l’union d’un homme et d’une femme qui ont le projet de s’aimer pour toute la vie et désirent fonder une famille. Par le sacrement de mariage, les deux époux s'engagent pour la vie devant Dieu et l'Église. Pour l'Église catholique romaine, ce sont les futurs époux, et non le prêtre, qui se donnent le mariage par l'échange de leur consentement et par la promesse qu'ils se font. Mais le mariage a un caractère salvateur, il préserve d'une vie commune dans le péché, c'est la définition même du sacrement : « L'alliance matrimoniale, par laquelle un homme et une femme constituent entre eux une communauté de toute la vie, ordonnée par son caractère naturel au bien des conjoints ainsi qu'à la génération et à l'éducation des enfants, a été élevée entre baptisés par le Christ Seigneur à la dignité de sacrement ». Généralement précédé par un temps de fiançailles au cours duquel les futurs époux discernent sur leur future union, il est indissoluble, l'engagement se prononçant obligatoirement devant un ministre du culte. En conséquence, tout autre type d'union ne peut être reconnu par Dieu. L'Église catholique reconnait toutefois au pouvoir civil sa compétence pour les « effets purement civils » (rapports matériels entre époux et les régimes matrimoniaux) du mariage chrétien (can. 1059), effets civils qui sont obtenus par le mariage civil ou par la reconnaissance civile du mariage religieux,. L'Église catholique reconnaît que le mariage civil entre un homme et une femme non baptisés et entre un protestant et une protestante est indissoluble, à moins qu'il y ait privilège paulin. L'Église autorise et propose aussi le renouvellement d'engagement ou de vœux de mariage que les époux peuvent demander à leur paroisse. En général, la demande se fait à une date anniversaire importante, mais cela peut être à n'importe quel moment de leur choix.
Le protestantisme ne considère pas le mariage comme un sacrement : les deux seuls sacrements ont été institués par le Christ et sont le baptême et la Sainte-Cène. On peut donc être célibataire et bon chrétien, alors que l'Eglise catholique exige soit le mariage pour les laïcs, soit le célibat pour ses prêtres. Le mariage protestant est avant tout une union civile, le divorce est toléré. Une célébration est organisée au temple pour bénir cette union : c'est la bénédiction nuptiale. Des Églises protestantes de nombreux pays célèbrent des mariages homosexuels.

#### Hindouisme

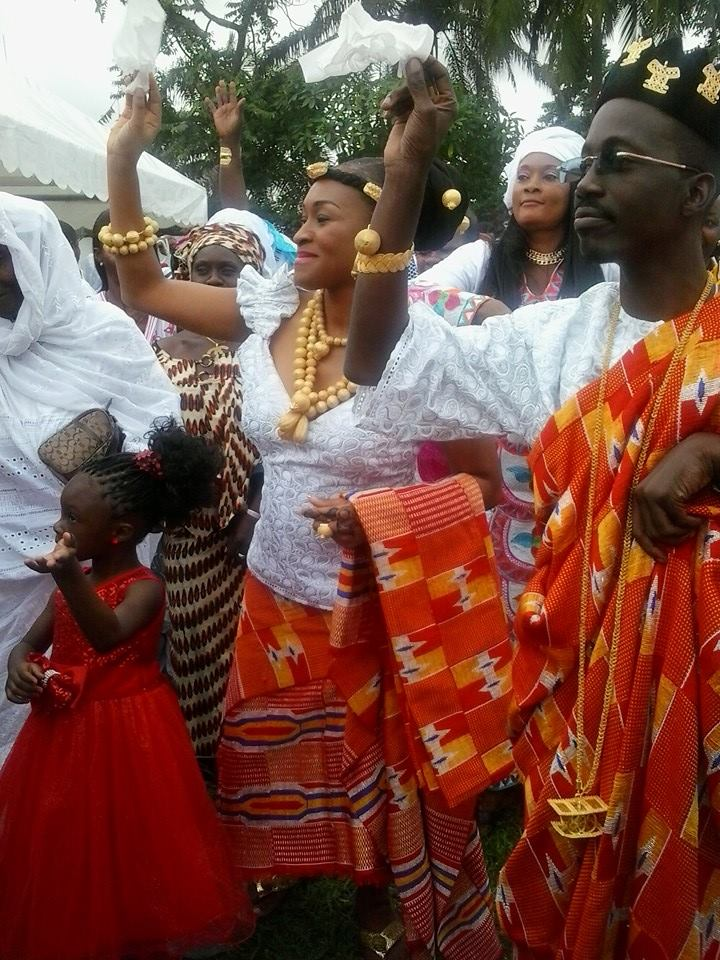
Tenues dioula portées lors d'un mariage en Côte d'Ivoire.

#### Islam
Le mariage dans l'Islam est appelé « zawaj », qui veut dire « couple » ou « paire ».

## Cadre juridique

### Déclaration universelle des droits de l'homme
Selon l'article 16 de la Déclaration universelle des droits de l'homme de 1948 :

« 1. À partir de l'âge nubile, l'homme et la femme, sans aucune restriction quant à la race, la nationalité ou la religion, ont le droit de se marier et de fonder une famille. Ils ont des droits égaux au regard du mariage, durant le mariage et lors de sa dissolution.
2. Le mariage ne peut être conclu qu'avec le libre et plein consentement des futurs époux. »

### Convention européenne des droits de l'homme
Le droit au mariage est protégé par la Convention européenne des droits de l'homme, en son article 12 :

« À partir de l'âge nubile, l'homme et la femme ont le droit de se marier et de fonder une famille selon les lois nationales régissant l'exercice de ce droit. »

### Témoins
Afin d'apporter une certaine caution à la sincérité du mariage (tant civil que religieux), les futurs époux doivent faire appel à des témoins qui en garantissent la validité. Il n'est pas nécessaire que ces témoins soient membres des familles des mariés.

#### Mariage civil
Pour le mariage civil en France, depuis 1792, la loi exige la présence de témoins. Ils doivent être âgés d'au moins 18 ans ou émancipés (art. 37 du Code civil), mais aucune autre condition n'est requise quant à leur identité. Le nombre de témoins est de 2 minimum et 4 maximum, et il n'y a pas de distinction entre témoin d'un époux et témoin de l'autre. Lors de la cérémonie du mariage, ils signent le registre d’état civil. Dans une logique plus appropriée, le mariage nécessite aussi l'apport des consentements des conjoints.

#### Mariage religieux
Les témoins du mariage religieux catholique ne sont pas forcément les mêmes que les témoins du mariage civil. Il n'est pas nécessaire qu'ils soient baptisés, ni même qu'ils soient de religion catholique, leur rôle étant surtout humain.
Il n'y a pas de limite pour le nombre de témoins, mais sur le registre, il n'y a de place que pour deux signatures, même si on peut signer à côté.

### Droits et obligations
Le droit du mariage concerne notamment :
- les droits et devoirs des époux devant l'autorité qui a célébré la cérémonie (la loi pour le mariage civil en France),
- le contrat de mariage qui règle les questions de propriété du patrimoine et des revenus du couple, en fonction des types de régimes matrimoniaux.

Les époux ont des droits et des devoirs qui sont fonctions du pays dans lequel ils ont contracté le mariage.

### Types de régimes matrimoniaux
Les catégories universelles sont les célibataires, les mariés, les veufs, les divorcés ou séparés de corps.

### Mariage posthume
Le mariage posthume existe en France et en Allemagne depuis la Première Guerre mondiale. Il a été réintroduit en droit français en 1959, à l'occasion de la catastrophe du barrage de Malpasset. D'autres pays ont connu cette institution, notamment l'Allemagne après la Première Guerre mondiale, avec le « mariage avec le casque d'acier ».

## Organisation et éléments pratiques du mariage
Un mariage se concrétise souvent par une cérémonie encore appelée noces.

### Organisation
L'organisation d'un mariage consiste à gérer l'ensemble des préparatifs liés au déroulement de la cérémonie.
Ainsi, pour un mariage traditionnel, ces préparatifs couvrent aussi bien la restauration des invités (restaurant ou traiteur), que l'impression et l'envoi des faire-part, la location de véhicule ou de salle de banquet, ou l'intervention d'autres professionnels spécialisés (photographe, orchestre, DJ…). Cette organisation est parfois si fastidieuse que les futurs mariés doivent s'y prendre longtemps à l'avance, et prévoir un budget en conséquence. C'est pour éviter tous ces tracas que sont apparus des organisateurs de mariage (Wedding Planner en anglais) qui sont rémunérés pour aider à la préparation des cérémonies et de tous les aspects y afférent,.
Certains couples préparent longuement à l'avance leur mariage, jusqu'à un an. Cela peut poser des difficultés pour réserver la cérémonie civile en mairie ou les consommations usuelles (traiteur, salle, etc.).

### Déroulement habituel

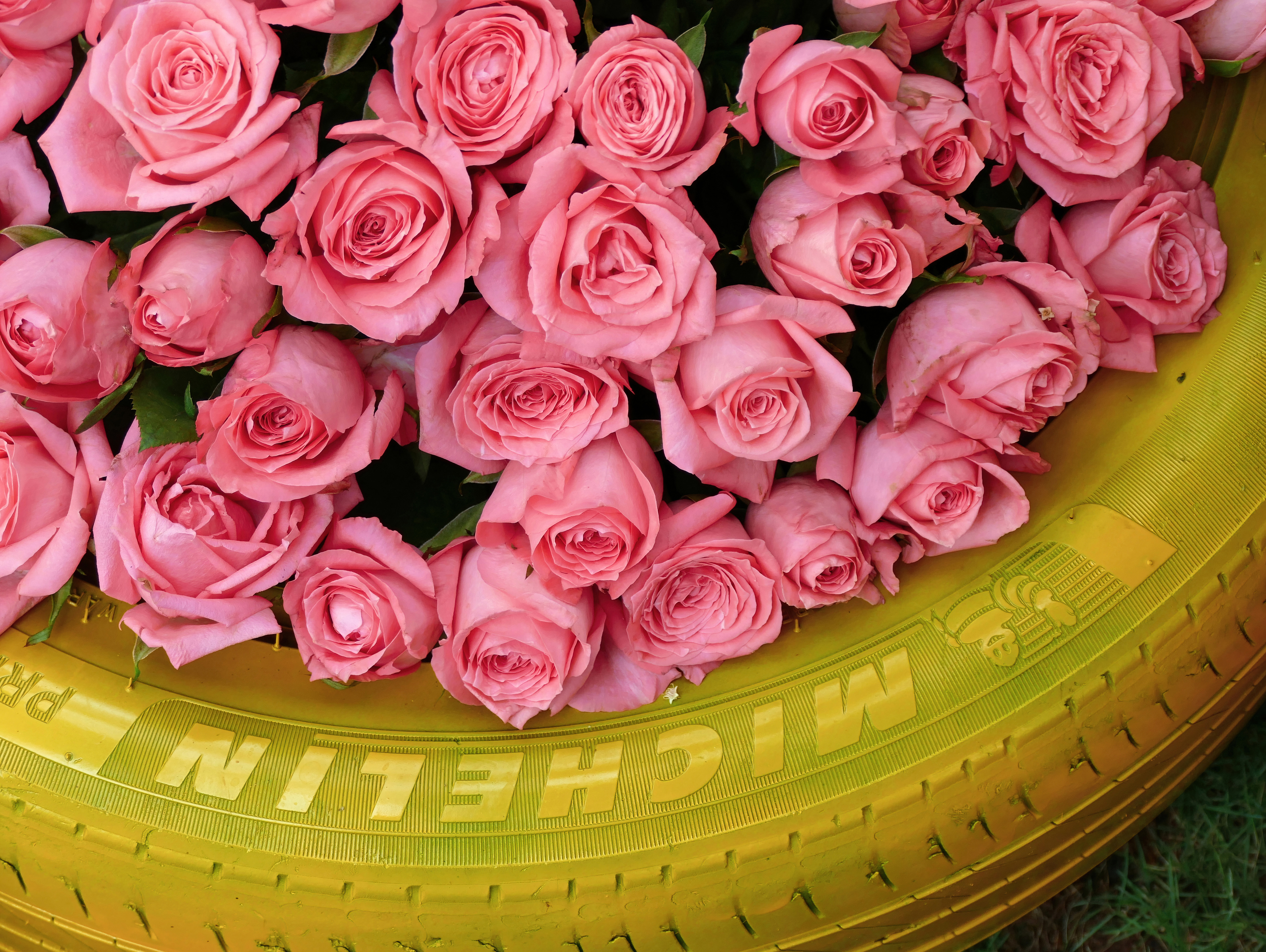
Fleurs pour un mariage en Inde. Avril 2023.

#### Cortège
En Occident, il existe certaines coutumes pour l'entrée dans la mairie et dans le lieu de culte, et pour la sortie. Jusqu’au XXe siècle, le cortège, allant de la maison d’un ou des époux, jusqu’à la mairie puis l’église, se faisait à pied, selon un ordonnancement précis. Dans de nombreuses régions, l’itinéraire avait reçu auparavant une jonchée de feuilles et de fleurs. La mariée était au bras de son père ou de son tuteur. Elle ne prenait le bras de son époux qu’à la sortie de l’église, le mariage étant officialisé. Avec l’automobile, les distances peuvent être beaucoup plus longues et les déplacements se font en automobile : une tradition s’est créée spontanément, de décorer les voitures avec des morceaux de tulle blanc, et le cortège circule avec grand tapage d’avertisseurs.

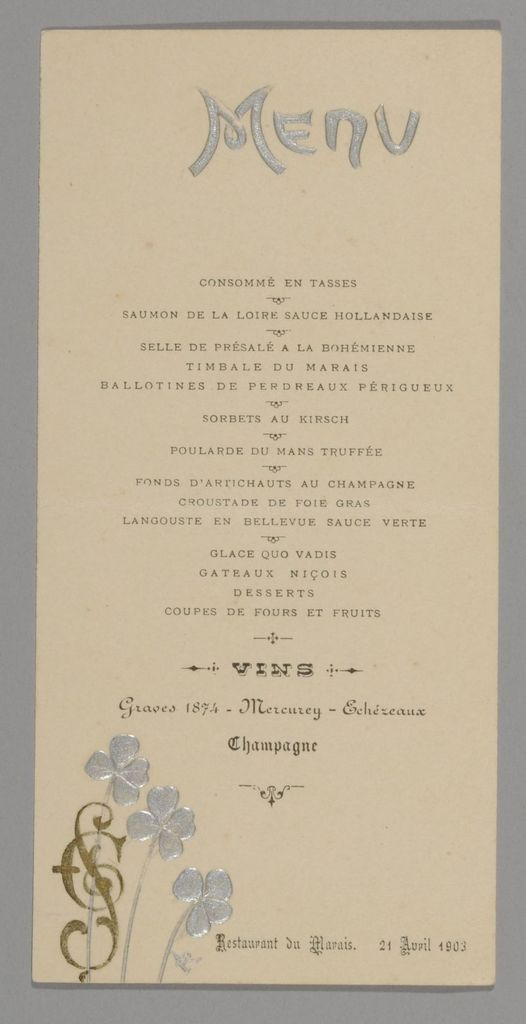
Repas de mariage célébré en 1903, Collection Musées départementaux de la Haute-Saône.

#### Vin d'honneur (ou cocktail)
Lorsqu'il y a un laps de temps assez important entre la cérémonie et le repas, il est d'usage d'offrir aux participants un vin d'honneur, constitué de boissons diverses et de légères collations.

#### Repas de noces
En Occident, il est d'usage d'offrir un repas aux invités des noces. Il existe des règles pour la disposition des tables, et le placement des familles et amis.

#### Danse et musique
En Occident, un certain nombre d'œuvres de musique classique accompagnent régulièrement les cérémonies de mariage :
- Felix Mendelssohn - Marche Nuptiale (Le Songe d'une nuit d'été)
- Franz Schubert - Ave Maria
- Johann Pachelbel - Canon
- Richard Wagner - Acte III, scène I : Treulich geführt ziehet dahin, wo euch der Segen der Liebe bewahr! de Lohengrin
- Edward Elgar - Pomp and Circumstance March No. I
- Antonio Vivaldi - Le Printemps (Les Quatre Saisons)

Après le repas, un bal est très souvent organisé pour les invités. L'ouverture de ce bal est, en Occident, un honneur traditionnellement réservé aux époux.
Dans beaucoup de régions, il était de tradition d’amener aux jeunes mariés, dans la nuit ou au petit matin, une soupe supposée leur redonner des forces : le tourin dans le Sud-Ouest de la France, la soupe au fromage dans le Massif central de la France, etc. Cette pratique a été tournée en dérision et la soupe a été servie dans un pot de chambre, et parfois remplacée par une mixture immangeable.

#### Voyage de noces
En Occident, il est d'usage que les époux fassent un voyage d'agrément, dont la destination choisie est souvent celle de pays exotiques.

### Autres éléments pratiques

#### Tenues de mariage

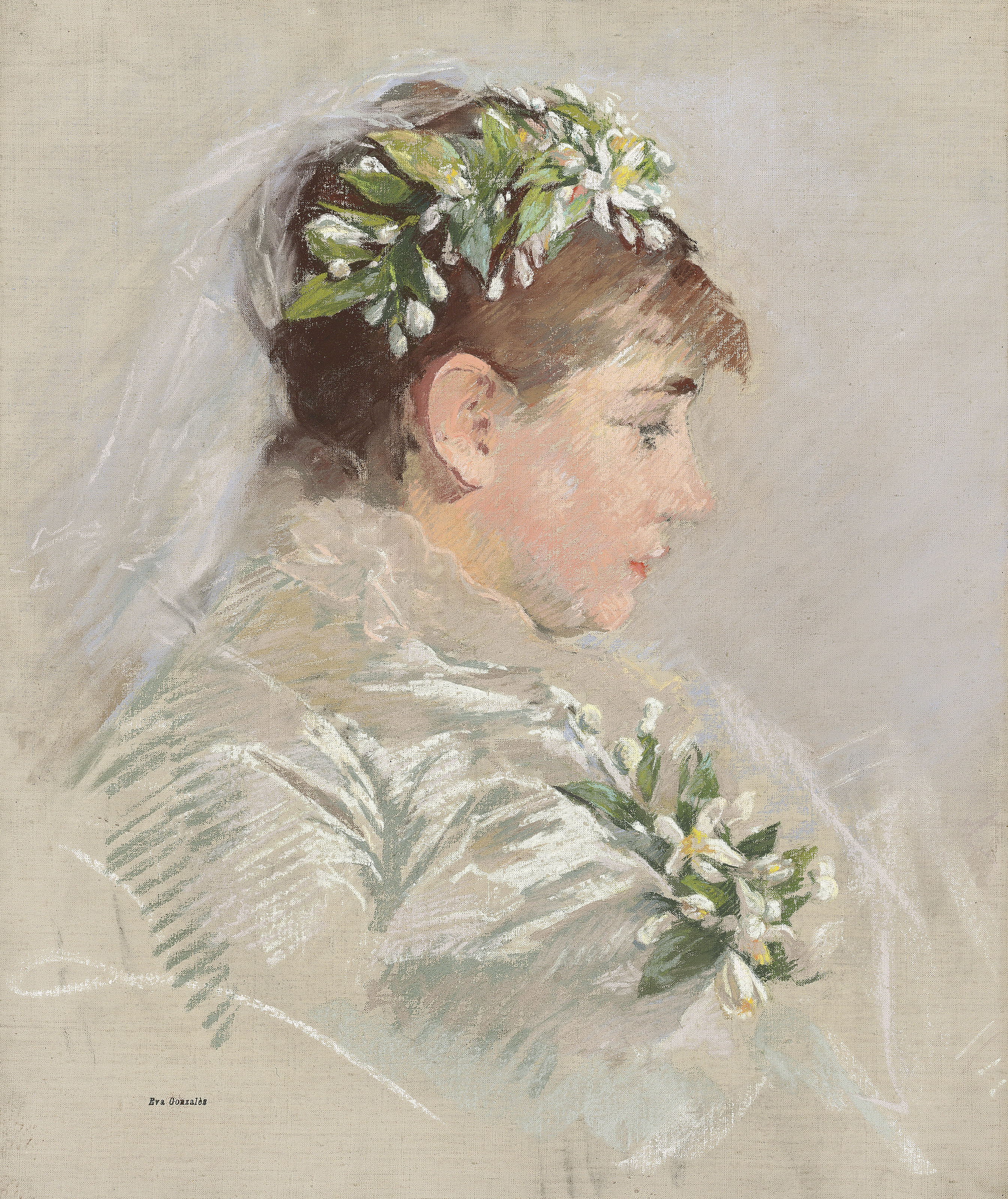
La Mariée par Eva Gonzalès, 1879.

Dans les pays occidentaux, traditionnellement, la robe de mariée est le plus souvent entièrement blanche, parfois rehaussée de touches de couleurs pastel, rose, bleu ou même rouge. Comme la couleur blanche exprime la virginité, une femme n'étant pas vierge devrait combiner le blanc et une autre couleur. Toutefois, on n'y fait plus guère attention (excepté les pratiquants) de nos jours, et la mode offre toujours plus de choix des couleurs.
Dans la tradition catholique, le blanc représente le baptême. Cette tenue est de plus en plus adoptée dans le monde entier. Le blanc reste la couleur classique des robes de mariées en Occident, mais on ne s'est pas toujours marié en blanc en France. Autrefois, la mariée portait le plus souvent une robe de couleur rouge (comme c'est toujours le cas en Chine de nos jours), car c'était la couleur la plus facile à obtenir pour le teinturier, donc la moins chère. Une robe blanche devait par contre souvent être faite d'une étoffe fine (soie ou coton de bonne qualité) qui était beaucoup plus coûteuse. La tradition du mariage en blanc ne date que de la fin du XVIIIe siècle.
Toujours en Occident, le marié porte soit une jaquette soit un costume (deux ou trois pièces) de couleur sombre.

#### Anniversaires
Les anniversaires de mariages sont traditionnellement fêtés et portent des surnoms ; en voici une liste non exhaustive :
- 10 ans : étain ;
- 20 ans : porcelaine ;
- 30 ans : perle ;
- 40 ans : émeraude ;
- 50 ans : or ;
- 60 ans : diamant ;
- 70 ans : platine ;
- 80 ans : chêne.

## Représentation dans les arts et médias

### Littérature
Le mariage constitue un sujet majeur dans la littérature à travers :
- l'essentiel du mariage arrangé, du mariage d'amour contrarié ou impossible
- le thème du couple marié, de la dégradation des relations, de l'adultère, de la crise du couple et du renouvellement des liens.

On peut citer par exemple :
- Astrid Eliard, Nuits de Noces, Éditions du Mercure de France, 2010

### Musique
- Mariage à l'ancienne, chanson du chanteur Gérard Jaffrès.
- La non-demande en mariage, Georges Brassens.

## Situation dans le monde

### Afrique du Sud
Depuis début 2007, un arrêt de la Cour Constitutionnelle a donné la possibilité légale de mariage ou d'union civile pour les couples de même sexe, et le choix entre ces deux termes. Les droits et devoirs qui en sont issus sont identiques à ceux des mariages ou contrats d'union civile hétérosexuels. Les fonctionnaires du Home Affairs et les personnes assermentées pour administrer un mariage ont le droit de refuser de célébrer un mariage entre personnes de même sexe, mais, dans chaque bureau régional, il y a au moins un officiel qui accepte cette mission.

### Belgique
Seul le mariage civil a une existence légale. L'article 21 de la constitution dispose que le mariage civil doit précéder le mariage religieux. Le mariage entre personnes de même sexe est légal depuis janvier 2003.

### Chine
Le mariage traditionnel chinois a complètement disparu dans la Chine moderne, mais existe toujours dans les régions rurales et auprès de certaines minorités. Le mariage traditionnel en Chine se déroule en six étapes, tout d'abord la demande en mariage en bonne et due forme, via l’entremetteuse ; puis suivent les fiançailles, le départ de la future mariée du foyer de ses parents, le mariage religieux, les festivités du mariage et enfin, la nuit de noces.

### Comores
Le mariage peut être religieux, officiel ou traditionnel. Aux Comores, le mariage peut revêtir la valeur de petit ou grand mariage. Est un petit mariage celui qui se célèbre sans faste, avec le naib (notaire religieux), un témoin du marié, celui de la mariée… avec le minimum de la dot, disponible ou promise. Est grand mariage cet autre qui s’annonce et qui réunit un grand public pour un banquet entre toutes autres festivités. Cette catégorie de mariage, dans le cas précis du mariage traditionnel, que l’on appelle grand mariage, a la spécificité que l’homme annonce épouser la femme avec laquelle il a pu avoir déjà des enfants. Les habitués des festivités nuptiales à la Grande-Comore (sans allusion cette fois-ci, au traditionnel du mariage) comprennent que le couple célèbre le mariage traditionnel. Des projets pourraient avoir été avortés. Les parents de la mariée peuvent avoir nourri le dessein de marier leur fille à un homme de leur rêve. Il en aurait été ainsi des parents du « marié ». Les deux familles sont résolues à participer à la célébration de ce auquel elles n’auraient jamais songé[réf. nécessaire].

### Espagne
En Espagne existe la tradition du « Las Arras ». Le marié vient à l'église avec treize pièces d'or ou d'argent. Il en égrène douze dans les mains de sa future épouse et donne la dernière au curé pour ses indigents.

### France
Seul le mariage civil a une existence légale. De plus, l'article 433-21 du Code pénal condamne « tout ministre d'un culte qui procédera, de manière habituelle, aux cérémonies religieuses de mariage sans que ne lui ait été justifié l'acte de mariage préalablement reçu par les officiers de l'état civil »,,. Cette règle est toutefois considérée par plusieurs juristes comme contraire à la liberté religieuse (notamment à l'article 9 de la Convention européenne des droits de l'homme),.
En France, les droits et devoirs sont les suivants :
1. Les époux se doivent mutuellement « respect, fidélité, secours, assistance »[148].
2. Les époux sont égaux en droit dans le mariage.
3. Les époux assurent ensemble la direction morale et matérielle de la famille et pourvoient à l’éducation des enfants afin de préparer leur avenir (art. 213 du Code civil).
4. Les époux contribuent aux charges du mariage à proportion de leurs facultés respectives (article 214 du Code civil).
5. Chacun des époux peut passer seul des contrats qui ont pour objet l’entretien du ménage ou l’éducation des enfants (article 220 du Code civil).
6. Chacun des époux peut se faire ouvrir tout compte de dépôt (notamment comptes chèques postaux, compte bancaire, livret d'épargne) et tout compte de titres en son nom personnel, sans le consentement de l’autre (article 221 du Code civil).
7. Obligation alimentaire due aux époux et par eux.
8. Adoption. Les époux peuvent adopter un enfant à condition d’être mariés depuis au moins deux ans, ou que l’un d’entre eux soit âgé de plus de vingt-huit ans.
9. Les époux sont soumis à l’obligation d’une communauté de vie.
10. Les époux sont soumis à une imposition commune pour les revenus perçus pendant l'année de leur mariage et les suivantes. Ils peuvent de façon optionnelle choisir d'être imposés séparément pour l'ensemble des revenus perçus au cours de l’année du mariage.

L'existence d'un « devoir conjugal » (obligation née du mariage, qui impose à chacun des époux d'accepter d'entretenir des relations sexuelles avec son conjoint) reste attestée par la jurisprudence,. L'absence de la part de l'un ou l'autre des époux peut conduire à la cessation du mariage. Cependant, l'existence de ce devoir ne constitue pas un consentement systématique, l'accusation de viol (viol conjugal) restant le cas échéant possible bien que rare.
Le concept d'obligation d’une communauté de vie est généralement compris comme cohabitation, et peut parfois sembler subtil lorsque la justice considère qu'il n'est pas atteint par le fait de faire chambre à part, ou bien au contraire qu'il peut être atteint lorsque deux personnes habitant deux continents distincts se voient deux fois dans l'année.
Le droit français prévoit quatre types de régimes. Le premier est la communauté universelle. Le second est la communauté réduite aux acquêts (c'est le régime légal, c'est-à-dire celui s'appliquant à défaut de choix différent). Le troisième est la séparation de biens. Le quatrième est le régime de participation aux acquêts ; les époux sont considérés comme séparés pendant le mariage puis apparaissent comme communs de biens pendant les opérations de dissolution de la communauté.

### Israël

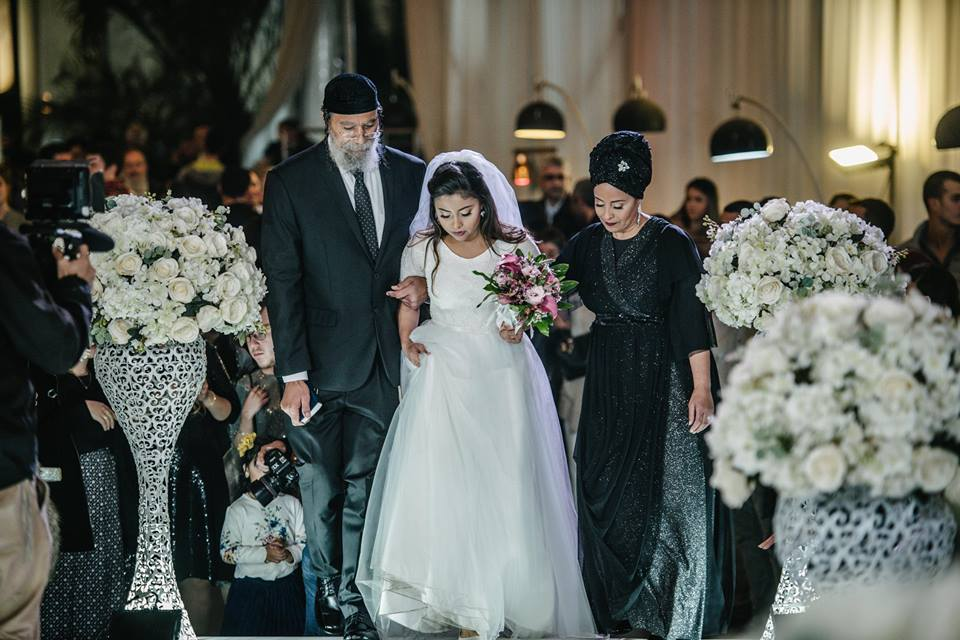
Mariage juif en Israël, 2019.

Les mariages en Israël sont célébrés par des autorités religieuses, qu'elles soient juives, musulmanes, druzes ou chrétiennes (dix dénominations distinctes pour cette dernière), lesquelles relèvent de leur propre juridiction et sont financées par l'État juif : Tribunal rabbinique pour les couples juifs, Tribunal de la Charia pour les couples musulmans, Tribunal ecclésiastique pour les couples chrétiens, etc.,,,.
L'âge du mariage a été élevé de 17 ans (en 1950) à 18 ans (en 2013), et toutes les communautés religieuses du pays sont officiellement soumises à cette loi. Selon les statistiques de 2019, plus de 50 % des Israéliens se marient avant l'âge de 25 ans, avec des taux de mariage beaucoup plus élevés chez les Arabes israéliens et les ultra-orthodoxes que chez les Juifs laïques.
Si l'État d'Israël reconnaît le mariage civil (et interconfessionnel ou homosexuel) contracté hors du pays,, il ne reconnaît pas le mariage civil entre Juifs israéliens ou dans un couple mixte pratiqué sur son sol. Ces Israéliens peuvent se marier civilement mais la cérémonie ne se déroule pas sur le territoire national et dans le cas où celle-ci a lieu en dehors de cadre légal, elle n'est pas reconnue par l'autorité israélienne,. « Les Israéliens qui ont également la citoyenneté d'un autre pays ont la possibilité de se marier civilement au consulat de ce pays en Israël », et certains Israéliens qui souhaitent avoir un mariage religieux non-orthodoxe, se marient lors d'une cérémonie réformée ou conservative à l'étranger ou même en Israël. Ainsi, en ce qui concerne les Juifs, seuls le Grand rabbinat israélien ou les tribunaux rabbiniques (institutions orthodoxes) peuvent unir des Juifs israéliens, selon la Halakha. Cet état de fait suscite régulièrement des polémiques auprès des laïques ou des libéraux ; certains chefs religieux juifs se sont néanmoins prononcés en faveur du mariage civil qui fait encore débat dans le pays,.
Dans la sphère privée, les tribunaux israéliens n'ont pas à interférer avec les tribunaux religieux, sauf dans la limite légale, en cas de violation du principe d'égalité où la Cour suprême devient compétente dans un certain nombre d'affaires.
Parallèlement, la jurisprudence israélienne reconnaît aux couples non mariés religieusement ou de façon non-orthodoxe la possibilité de poursuivre en justice l’un ou l’autre en cas de faute pour la garde des enfants, la pension alimentaire, l’héritage et d’autres droits et protections liés au mariage.
En 2010, Israël adopte la loi sur l'union civile pour les citoyens sans affiliation religieuse, 2010, permettant à un couple de former une union civile en Israël si les deux conjoints sont enregistrés comme n'appartenant officiellement à aucune religion.
Par ailleurs, la législation israélienne reconnaît le divorce ; elle interdit depuis 1977 la polygamie (restant parfois pratiquée par certains Bédouins israéliens), et condamne le viol conjugal selon une décision de 1980 s'appuyant sur une loi talmudique,.

### Suisse
En Suisse, il est obligatoire de conclure un mariage civil avant d'effectuer un éventuel mariage religieux. Depuis le 1er janvier 2013, les mariés peuvent garder chacun leur nom de famille ou prendre celui de leur conjoint. Les époux ont par ailleurs l'obligation de se renseigner mutuellement sur leurs salaires, dettes et patrimoines respectifs.
Les couples de même sexe peuvent conclure un « partenariat enregistré » qui donne généralement les mêmes droits que le mariage, sauf en ce qui concerne les enfants ainsi qu'à la naturalisation facilitée du partenaire étranger, à moins que ce dernier ne puisse attester après trois ans de partenariat de cinq ans de séjour en Suisse. Le mariage pour tous a été approuvé par les deux Chambres du Parlement le 18 décembre 2020. Cependant, après deux référendums, la loi est soumise à la votation populaire. Le peuple suisse se prononce ainsi sur ce changement de loi le 26 septembre 2021 et l'accepte à 64,1 % des voix.